# Leonid Bréjnev
Leonid Ilitx Bréjnev (rus: Леонид Ильич Брежнев; nascut el 19 de desembre del 1906 i mort el 10 de novembre del 1982) fou un polític soviètic que dirigí la Unió Soviètica (URSS) com a secretari general del Partit Comunista (1964-1982) i com a president del Presídium del Soviet Suprem (1960-1964 i 1977-1982). El seu mandat de divuit anys com a secretari general fou el segon més llarg de la història de l'URSS, després del de Ióssif Stalin. L'era Bréjnev continua sent objecte de debat entre els historiadors, puix que l'estabilitat política i els importants èxits en política exterior del seu mandat contrasten amb la corrupció, les ineficiències, l'estancament econòmic i un endarreriment tecnològic cada vegada més pronunciat respecte a Occident que marcaren aquest període.
Nasqué en el si d'una família de classe obrera a Kàmenskoie (avui Kamianskè, a Ucraïna), a la gubèrnia de Iekaterinoslav, part de l'Imperi Rus. Seguint la Revolució d'Octubre i la posterior fundació de l'URSS, el 1923 es feu militant de les joventuts del Partit Comunista i el 1929 del partit en si. Fou reclutat per l'Exèrcit Roig com a comissari quan l'Alemanya nazi envaí la Unió Soviètica el juny del 1941 i ascendí fins al grau de general major en el decurs de la Segona Guerra Mundial. Acabat el conflicte, el 1952 esdevingué membre del comitè central del partit i el 1957 membre titular del presídium. El 1964 reuní prou suports per desbancar Nikita Khrusxov com a primer secretari del PCUS i es convertí d'aquesta manera en l'autoritat suprema del país.
Durant el seu mandat, l'enfocament conservador i pragmàtic de la governança de Bréjnev va millorar significativament la posició internacional de la Unió Soviètica alhora que va estabilitzar la posició del seu partit governant a casa. Mentre que Khrusxov sovint promulgava polítiques sense consultar la resta del Politburó, Bréjnev va tenir cura de minimitzar la dissidència entre la direcció del partit prenent decisions a través del consens. A més, mentre impulsava la distensió entre les dues superpotències de la Guerra Freda, va aconseguir la paritat nuclear amb els Estats Units i va reforçar el domini de la Unió Soviètica sobre l'Europa central i oriental. A més, l'acumulació massiva d'armes i l'intervencionisme militar generalitzat sota el lideratge de Bréjnev van ampliar substancialment la influència de la Unió Soviètica a l'estranger (sobretot a l'Orient Mitjà i Àfrica), tot i que aquests esforços resultarien ser costosos i arrossegar l'economia soviètica en els darrers anys.
Per contra, el menyspreu de Bréjnev per la reforma política va marcar el començament d'una era de decadència social coneguda com l'estancament de Bréjnev. A més de la corrupció generalitzada i la caiguda del creixement econòmic, aquest període es va caracteritzar per una creixent bretxa tecnològica entre la Unió Soviètica i els Estats Units. En arribar al poder el 1985, Mikhaïl Gorbatxov va denunciar el govern de Bréjnev per la seva ineficiència i inflexibilitat abans d'implementar polítiques per liberalitzar la Unió Soviètica.
Després de 1975, la salut de Bréjnev es va deteriorar ràpidament i es va retirar cada cop més dels afers internacionals, mentre mantenia el poder. Va morir el 10 de novembre de 1982 i va ser succeït com a secretari general per Iuri Andrópov.

## Primers anys i carrera inicial

### 1906-1939: orígens
Bréjnev va néixer el 19 de desembre de 1906 a Kàmenskoie (avui Kamianskè, Ucraïna) a la governació de Iekaterinoslav de l'Imperi Rus, fill del treballador metal·lúrgic Ilia Iakovlevitx Bréjnev (1874–1934) i la seva dona, Natàlia Deníssovna Mazalova (19786). Els seus pares vivien a Bréjnevo (Districte de Kursky, Oblast de Kursk, Rússia) abans de traslladar-se a Kamenskoe. L'ètnia de Bréjnev es va donar com a ucraïnès en alguns documents, inclòs el seu passaport, i rus en altres. Al seu llibre es pot trobar una declaració que confirma que es considerava rus a les seves Memòries (1979), on va escriure: «I així, segons la nacionalitat, sóc rus, sóc un proletari, un metal·lúrgic hereditari».
Com molts joves en els anys posteriors a la Revolució Russa de 1917, va rebre una educació tècnica, primer en gestió del territori i després en metal·lúrgia. Es va graduar a l'Escola Tècnica Metal·lúrgica de Kamenskoie el 1935 i es va convertir en enginyer metal·lúrgic a les indústries siderúrgiques de l'est d'Ucraïna.
Bréjnev es va unir a l'organització juvenil del Partit Comunista, el Komsomol, el 1923, i al mateix Partit el 1929. De 1935 a 1936 va completar el període de servei militar obligatori. Després de fer cursos a una escola de tancs, va exercir de comissari polític en una fàbrica de tancs.
Durant la Gran Purga de Stalin, Bréjnev va ser un dels molts apparatxiks que va aprofitar les obertures resultants al govern i al partit per avançar ràpidament a les files del règim. El 1936, es va convertir en director de l'Escola Tècnica Metal·lúrgica Dniprodzerjinsk i va ser traslladat al centre regional de Dnipropetrovsk. El maig de 1937, va esdevenir vicepresident del soviet de la ciutat de Kamenskoie. El maig de 1938, després que Nikita Khrusxov hagués pres el control del partit comunista d'Ucraïna, va ser nomenat cap del departament de propaganda del partit comunista regional de Dnipropetrovsk, i més tard, el 1939, secretari regional del Partit, responsable de les indústries de defensa de la ciutat. Aquí, va fer els primers passos cap a la construcció d'una xarxa de partidaris que va arribar a ser coneguda com la «màfia de Dnipropetrovsk» que ajudaria molt el seu ascens al poder.

### 1941–1945: Segona Guerra Mundial

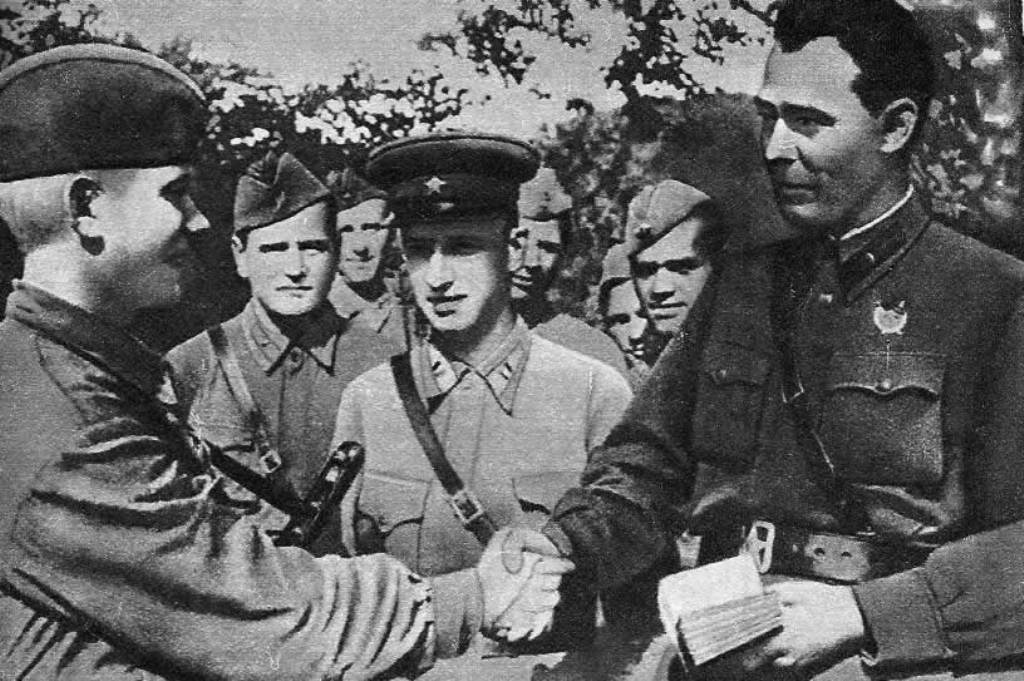
El comissari de brigada Bréjnev (dreta) presenta una targeta de membre del Partit Comunista a un soldat del front oriental el 1943.

Quan l'Alemanya nazi va envair la Unió Soviètica el 22 de juny de 1941, Bréjnev va ser, com la majoria dels funcionaris de rang mitjà del Partit, immediatament mobilitzat. Va treballar per evacuar les indústries de Dnipropetrovsk abans que la ciutat caigués en mans dels alemanys el 26 d'agost, i després va ser assignat com a comissari polític. A l'octubre Bréjnev va ser nomenat diputat de l'administració política del Front Sud, amb el rang de Comissari de Brigada (coronel).
Quan els alemanys van ocupar Ucraïna el 1942, Bréjnev va ser enviat al Caucas com a cap adjunt de l'administració política del Front Transcaucàsic. L'abril de 1943 esdevingué cap del Departament Polític del XVIII Exèrcit. Més tard aquell any, el 18è Exèrcit va passar a formar part del 1r Front d'Ucraïna, ja que l'Exèrcit Roig va recuperar la iniciativa i va avançar cap a l'oest a través d'Ucraïna. El comissari polític principal del Front era Nikita Khrusxov, que havia donat suport a la carrera de Bréjnev des dels anys d'abans de la guerra. Bréjnev havia conegut Khrusxov l'any 1931, poc després d'unir-se al Partit, i mentre continuava el seu ascens a través de les files, es va convertir en el protegit de Khrusxov. Al final de la guerra a Europa, Bréjnev va ser comissari polític en cap del 4t Front Ucraïnès, que va entrar a Praga el maig de 1945, després de la rendició alemanya.

## Ascens al poder

### Ascens al Comitè Central
Bréjnev va abandonar temporalment l'exèrcit soviètic amb el grau de major general l'agost de 1946. Havia passat tota la guerra com a comissari polític més que com a comandant militar. El maig de 1946, va ser nomenat primer secretari del comitè regional del partit de Zaporijia, on el seu adjunt era Andrei Kirilenko, un dels membres més importants de la màfia de Dnipropetrovsk. Després de treballar en projectes de reconstrucció a Ucraïna, va tornar a Dnipropetrovsk el gener de 1948 com a primer secretari regional del partit. El 1950 Bréjnev es va convertir en diputat del Soviet Suprem de la Unió Soviètica, el màxim òrgan legislatiu de la Unió Soviètica. El juliol d'aquell any va ser enviat a l'RSS de Moldàvia i va nomenar primer secretari del Partit Comunista de Moldàvia, on va ser responsable de completar la introducció de l'agricultura col·lectiva. Konstantin Txernenko, un fidel afegit a la "màfia", treballava a Moldàvia com a cap del departament d'agitprop, i un dels funcionaris que Bréjnev va portar amb ell de Dnipropetrovsk era el futur ministre de l'Interior de l'URSS, Nikolai Ixtxelokov. El 1952 va tenir una reunió amb Stalin, després de la qual Stalin va promoure Bréjnev al Comitè Central del Partit Comunista com a membre candidat del Presidium (anteriorment el Politburó) i el va convertir en un dels deu secretaris del Comitè Central. Stalin va morir el març de 1953 i, en la reorganització que va seguir, Bréjnev va ser degradat a primer adjunt al cap de la direcció política de l'Exèrcit i la Marina.

### Avenç sota Khrusxov

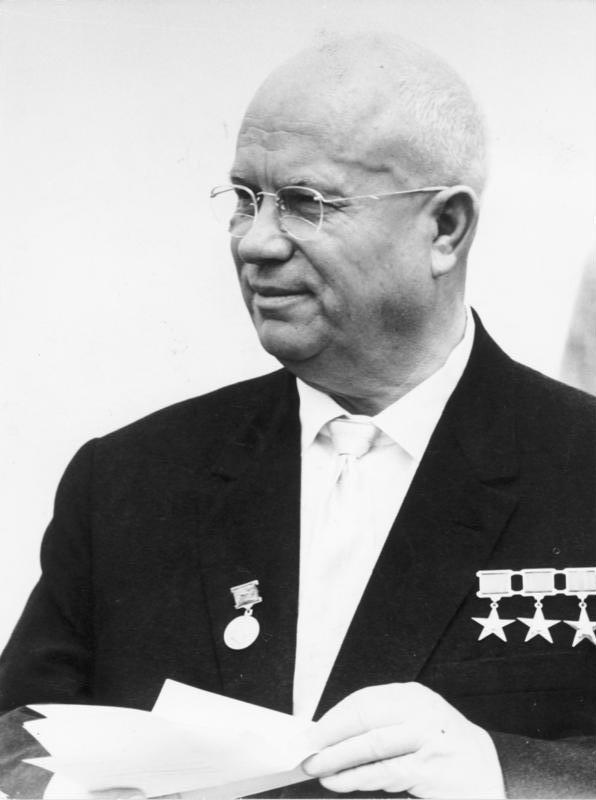
Nikita Khrusxov, líder de la Unió Soviètica de 1955 a 1964 i principal mecenes de Bréjnev.

El patró de Bréjnev, Khrusxov, va succeir a Stalin com a secretari general, mentre que el rival de Khrusxov, Gueorgui Malenkov, va succeir a Stalin com a president del Consell de Ministres. Bréjnev es va fer costat a Khrusxov contra Malenkov, però només durant diversos anys. El febrer de 1954, va ser nomenat segon secretari del Partit Comunista de l'RSS del Kazakhstan, i va ser ascendit a secretari general al maig, després de la victòria de Khrusxov sobre Malenkov. A primera vista la seva missió era senzilla: fer que les noves terres fossin productives agrícolament. En realitat, Bréjnev es va implicar en el desenvolupament dels programes soviètics de míssils i armes nuclears, inclòs el cosmòdrom de Baikonur. L'èxit inicial de la Campanya Terres Verges aviat es va tornar improductiu i no va aconseguir resoldre la creixent crisi alimentària soviètica. Bréjnev va ser reclamat a Moscou l'any 1956. La collita dels anys posteriors a la campanya de les Terres Verges va ser decebedora, cosa que hauria perjudicat la seva carrera política si hagués quedat a Kazakhstan.
Al febrer de 1956 Bréjnev va tornar a Moscou i va ser nomenat membre candidat del Politburó assignat al control de la indústria de defensa, el programa espacial incloent el cosmòdrom de Baikonur, la indústria pesant i la construcció de capital. Ara era un membre superior del seguici de Khrusxov, i el juny de 1957 va recolzar Khrusxov en la seva lluita amb la vella guàrdia estalinista (encapçalada per Viatxeslav Mólotov, Gueorgui Malenkov i Làzar Kaganóvitx) per la direcció del Partit, el «Grup Anti-Partit». Després de la derrota dels estalinistes, Bréjnev es va convertir en membre de ple dret del Politburó. Va esdevenir Segon Secretari del Comitè Central el 1959, i el maig de 1960 va ser ascendit al càrrec de President del Presidium del Soviet Suprem, convertint-lo en el cap d'estat nominal, encara que el poder real residia amb Khrusxov com a primer secretari del Partit Comunista Soviètic i primer ministre.

### Substitució de Khrusxov com a líder soviètic
La posició de Khrusxov com a líder del Partit va ser segura fins al voltant de 1962, però a mesura que va envellir, es va anar fent més irregular i la seva actuació va minar la confiança dels seus companys líders. Els creixents problemes econòmics de la Unió Soviètica també van augmentar la pressió sobre el lideratge de Khrusxov. Bréjnev es va mantenir exteriorment lleial a Khrusxov, però es va involucrar en un complot el 1963 per treure'l del poder, possiblement jugant un paper protagonista. També el 1963, Bréjnev va succeir a Frol Kozlov, un altre protegit de Khrusxov, com a secretari del Comitè Central, posicionant-lo com el probable successor de Khrusxov. Khrusxov el va nomenar Segon Secretari, o líder adjunt del partit, el 1964.

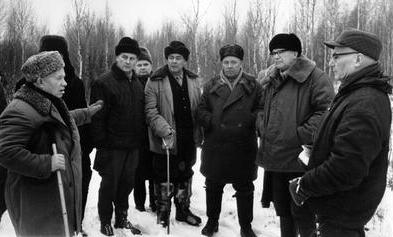
Bréjnev (centre) participant en una sortida de caça amb Khrusxov (extrema esquerra) i el president finlandès Urho Kekkonen (segon des de la dreta) el 1963, un any abans de la destitució de Khrusxov.

Després de tornar d'Escandinàvia i Txecoslovàquia l'octubre de 1964, Khrusxov, sense saber el complot, va anar de vacances a l'estació de Pitsunda al mar Negre. Al seu retorn, els responsables del seu Presídium el van felicitar per la seva tasca al càrrec. Anastàs Mikoian va visitar Khrusxov, donant a entendre que no hauria de ser massa complaent amb la seva situació actual. Vladímir Semitxastni, cap del KGB, va ser una part crucial de la conspiració, ja que era el seu deure informar a Khrusxov si algú conspirava contra el seu lideratge. Nikolai Ignàtov, a qui Khrusxov havia destituït, va demanar discretament l'opinió de diversos membres del Comitè Central. Després d'alguns falsos inicis, el conspirador Mikhaïl Súslov va trucar a Khrusxov el 12 d'octubre i li va demanar que tornés a Moscou per discutir l'estat de l'agricultura soviètica. Finalment, Khrusxov va entendre el que estava passant i va dir a Mikoian: "Si sóc jo qui és la pregunta, no em barallaré." Mentre que una minoria encapçalada per Mikoian volia destituir Khrusxov de l'oficina de Primer Secretari però conservar-lo com a President del Consell de Ministres, la majoria, encapçalada per Bréjnev, volia allunyar-lo de la política activa.
Bréjnev i Nikolai Podgorni van apel·lar al Comitè Central, culpant Khrusxov dels fracassos econòmics i acusant-lo de voluntarisme i comportament immodest. Influenciats pels aliats de Bréjnev, els membres del Politburó van votar el 14 d'octubre per destituir a Khrusxov del càrrec. Alguns membres del Comitè Central volien que se sotmetés a algun tipus de càstig, però Bréjnev, a qui ja s'havia assegurat l'oficina del secretari general, no veia gaires raons per castigar encara més Khrusxov. Bréjnev va ser nomenat Primer Secretari el mateix dia, però en aquell moment es creia que era un líder de transició, que només "mantindria la botiga" fins que es nomenés un altre líder. Va ser nomenat Alexei Kosigin, cap de govern, i Mikoian va ser retingut com a cap d'estat. Brèjnev i els seus companys van donar suport a la línia general del partit adoptada després de la mort de Stalin, però van considerar que les reformes de Khrusxov havien eliminat gran part de l'estabilitat de la Unió Soviètica. Un dels motius de la destitució de Khrusxov va ser que va anul·lar contínuament altres membres del partit i, segons els conspiradors, "menyspreava els ideals col·lectius del partit". El diari soviètic Pravda va escriure sobre nous temes perdurables com el lideratge col·lectiu, la planificació científica, la consulta amb experts, la regularitat organitzativa i la fi dels esquemes. Quan Khrusxov va deixar el focus públic, no hi va haver commoció popular, ja que la majoria dels ciutadans soviètics, inclòs la intelligentsia, va anticipar un període d'estabilització, un desenvolupament constant de la societat soviètica i un creixement econòmic continu en els anys següents.
El politòleg George W. Breslauer ha comparat Khrusxov i Bréjnev com a líders. Argumenta que van prendre diferents vies per construir una autoritat legítima, en funció de la seva personalitat i de l'estat de l'opinió pública. Khrusxov va treballar per descentralitzar el sistema de govern i potenciar el lideratge local, que havia estat totalment subordinat; Bréjnev va intentar centralitzar l'autoritat, arribant a debilitar els papers dels altres membres del Comitè Central i del Politburó.

## 1964–1982: líder de la Unió Soviètica
Vegeu també: Història de la Unió Soviètica (1953-1985)

### Consolidació del poder
En substituir Khrusxov com a primer secretari del partit, Bréjnev es va convertir de jure en l'autoritat suprema de la Unió Soviètica. Tanmateix, inicialment es va veure obligat a governar com a part d'una troika juntament amb el primer ministre del país, Aleksei Kossiguin, i el segon secretari del partit, Nikolai Podgorny. A causa del menyspreu de Khrusxov per la resta del Politburó en combinar el seu lideratge del partit amb el del govern soviètic, un ple del Comitè Central l'octubre de 1964 va prohibir a cap individu ocupar tant els càrrecs de secretari general com de primer ministre. Aquest acord persistiria fins a finals de la dècada de 1970, quan Bréjnev va assegurar fermament la seva posició com la figura més poderosa de la Unió Soviètica.
Durant la seva consolidació del poder, Bréjnev primer va haver de fer front a les ambicions d'Aleksandr Xelepin, l'antic president del KGB i actual cap del Comitè de Control Partit-Estat. A principis de 1965, Xelepin va començar a demanar la restauració de "l'obediència i l'ordre" a la Unió Soviètica com a part del seu propi intent per prendre el poder. Amb aquesta finalitat, va aprofitar el seu control tant sobre els òrgans estatals com dels partits per aprofitar el suport dins del règim. Reconeixent Xelepin com una amenaça imminent per a la seva posició, Bréjnev va mobilitzar la direcció col·lectiva soviètica per retirar-lo del Comitè de Control Partit-Estat abans de dissoldre el cos per complet el 6 de desembre de 1965.
Al mateix temps que la degradació de Xelepin el desembre de 1965, Bréjnev va transferir Podgorni del Secretariat al càrrec cerimonial de President del Presidium. En els anys següents, la base de suport de Podgorni es va erosionar constantment a mesura que els protegits que va conrear en el seu ascens al poder van ser "retirats" per la força del Comitè Central. Tot i convertir-se breument en la segona figura més poderosa del país quan els seus poders com a president del Presídium es van reforçar el 1973, la seva influència sobre la política soviètica va continuar disminuint en relació amb Bréjnev a mesura que aquest va reforçar el seu suport dins de l'aparell de seguretat nacional. El 1977, Bréjnev estava prou segur en la seva posició per destituir Podgorni com a cap d'estat i membre del Politburó.

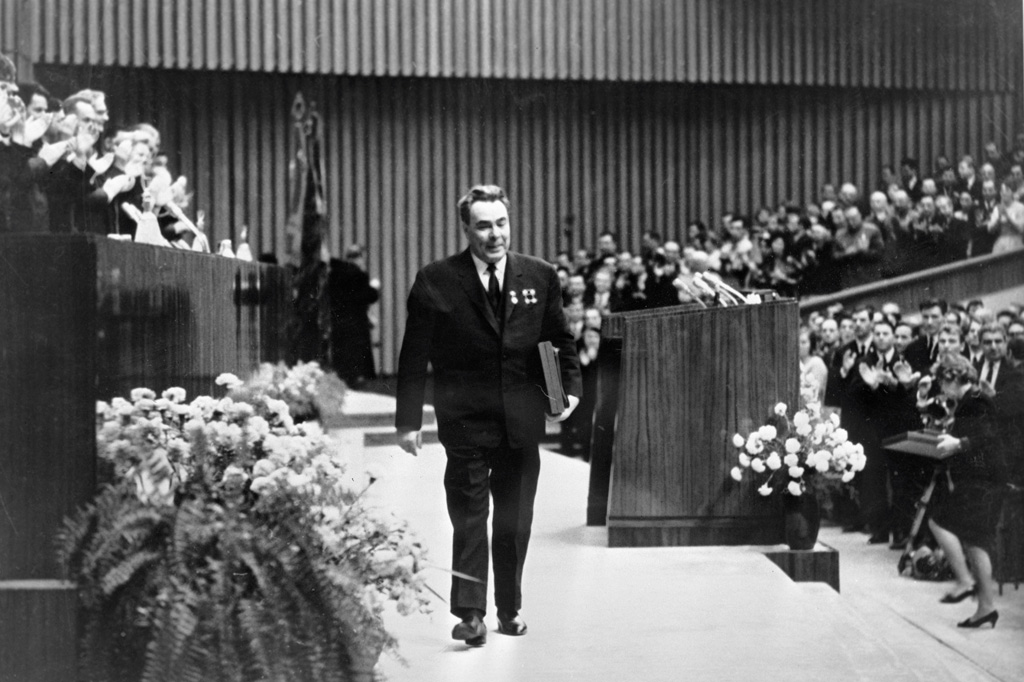
Bréjnev després d'un discurs a la sessió plenària del Comitè Central del Komsomol de 1968 en la seva qualitat de secretari general. Aleshores, havia restablert el càrrec com la màxima autoritat tant en nom com en pràctica.

Després de deixar de banda Xelepin i Podgorni com a amenaces al seu lideratge el 1965, Bréjnev va dirigir la seva atenció al seu rival polític restant, Alexei Kosygin. A la dècada de 1960, l'assessor de Seguretat Nacional dels Estats Units, Henry Kissinger, va percebre inicialment que Kossiguin era el líder dominant de la política exterior soviètica al Politburó. En el mateix període, Kossiguin també es va encarregar de l'administració econòmica en el seu paper de president del Consell de Ministres. No obstant això, la seva posició es va afeblir després de la promulgació de diverses reformes econòmiques el 1965 que col·lectivament es van conèixer dins del Partit com les "reformes Kossiguin". Degut en gran part a coincidir amb la Primavera de Praga (l'allunyament del qual del model soviètic va provocar la seva supressió armada el 1968), les reformes van provocar una reacció entre la vella guàrdia del partit que va procedir a reunir-se a Bréjnev i va reforçar la seva posició dins la direcció soviètica. Bréjnev va ampliar encara més la seva autoritat després d'un enfrontament amb el segon secretari Mikhaïl Súslov, que mai va desafiar la seva supremacia dins del Politburó.
Bréjnev era un expert en política dins de l'estructura de poder soviètica. Era un jugador d'equip i mai va actuar precipitadament. A diferència de Khrusxov, no va prendre decisions sense una consulta substancial dels seus col·legues, i sempre estava disposat a escoltar les seves opinions. Durant la dècada de 1970, Bréjnev va consolidar la seva posició domèstica. El 1977, va forçar la jubilació de Podgorni i va tornar a ser president del Presídium del Soviet Suprem de la Unió Soviètica, fent d'aquest càrrec l'equivalent a la d'un president executiu. Si bé Kossiguin va romandre primer ministre fins poc abans de la seva mort el 1980 (reemplaçat per Nikolai Tíkhonov com a primer ministre), Bréjnev va ser la figura dominant a la Unió Soviètica des de mitjans dels anys setanta fins a la seva mort el 1982.

### Polítiques nacionals
Durant els anys de mandat de Khrusxov, Bréjnev havia aprovat les denúncies de la dictadura de Stalin, la rehabilitació de les víctimes de les purgues i la liberalització limitada de la política soviètica, tant en el terreny intel·lectual com en el polític. Ara bé, en assolir el poder, el procés es comença a aturar, i fins a tot de vegades s'inverteix. En un discurs commemoratiu del XX Aniversari de la Victòria sobre Alemanya l'any 1965, Bréjnev menciona Stalin per primera vegada d'una manera positiva. L'abril de 1966 va adoptar el títol de Secretari General, que era el que feia servir Stalin.

#### Repressió

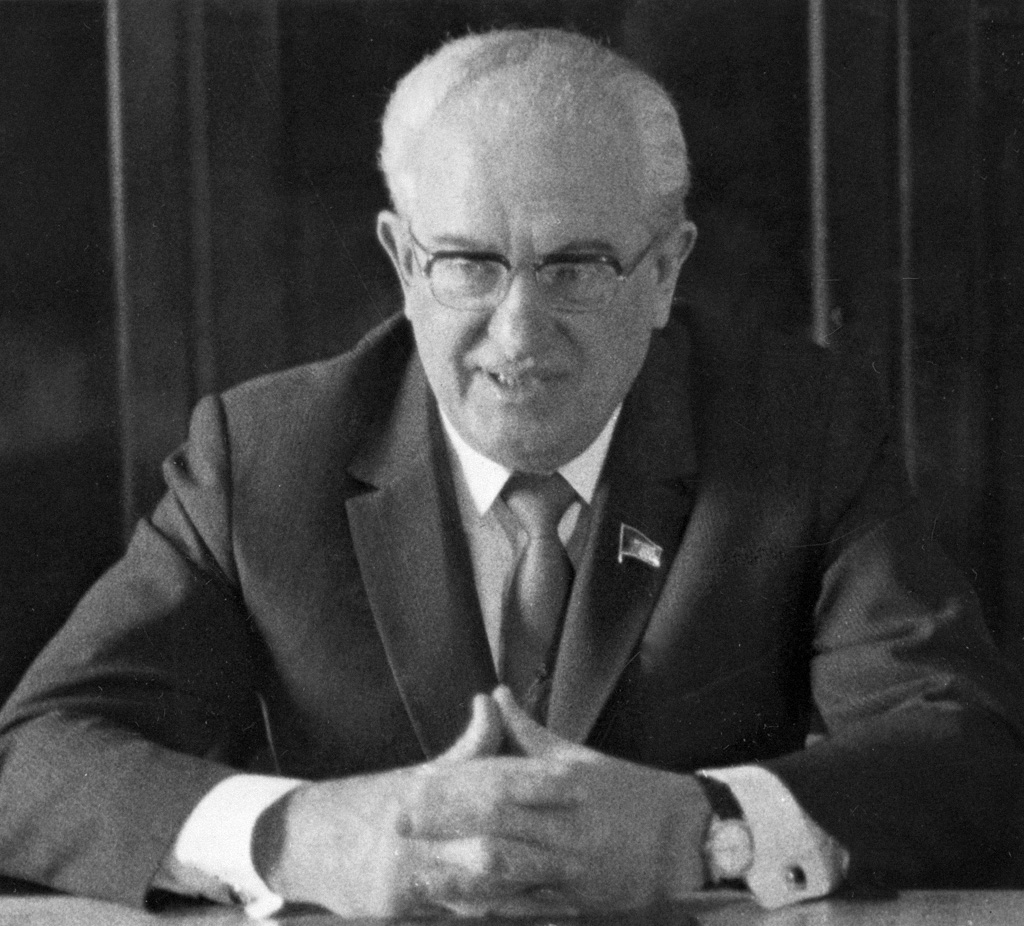
Iuri Andrópov, el president del KGB que va presidir la repressió generalitzada sota el règim de Bréjnev

La política d'estabilització de Bréjnev incloïa posar fi a les reformes liberalitzadores de Khrusxov i reprimir la llibertat cultural. [36] Durant els anys de Khrusxov, Bréjnev havia donat suport a les denúncies del líder sobre el govern arbitrari de Stalin, la rehabilitació de moltes de les víctimes de les purgues de Stalin i la liberalització prudent de la política intel·lectual i cultural soviètica, però tan aviat com es va convertir en líder, Bréjnev va començar a revertir aquest procés, i va desenvolupar una actitud cada cop més autoritària i regressiva.
El procés als escriptors Iuli Daniel i Andrei Siniavski el 1966, els primers judicis públics d'aquest tipus des del regnat de Stalin, va marcar el retorn a una política cultural repressiva. Sota Iuri Andrópov, el servei de seguretat de l'Estat (en la forma del KGB) va recuperar alguns dels poders que havia gaudit sota Stalin, encara que no hi va haver retorn a les purgues dels anys 30 i 40, i el llegat de Stalin va romandre en gran part desacreditat entre els homes. la intel·lectualitat soviètica.
A mitjans de la dècada de 1970, hi havia uns 10.000 presoners polítics i religiosos a tota la Unió Soviètica, que vivien en condicions penúries i patien desnutrició. Molts d'aquests presoners eren considerats per l'estat soviètic com a no aptes mentalment i van ser hospitalitzats en manicomis de tota la Unió Soviètica. Sota el govern de Bréjnev, el KGB es va infiltrar en la majoria, si no en totes, de les organitzacions antigovernamentals, la qual cosa va assegurar que hi hagués poca o cap oposició contra ell o la seva base de poder. No obstant això, Bréjnev es va abstenir de la violència total observada sota el govern de Stalin.

#### Economia

##### Creixement econòmic fins al 1973
| Període    | Creixement anual del PNB (segons la CIA) | Creixement anual del PMN (segons Grigorii Khanin) | Creixement anual del PMN (segons la URSS) |
| ---------- | ---------------------------------------- | ------------------------------------------------- | ----------------------------------------- |
| 1960–1965  | 4.8                                      | 4.4                                               | 6.5                                       |
| 1965–1970  | 4.9                                      | 4.1                                               | 7.7                                       |
| 1970–1975  | 3.0                                      | 3.2                                               | 5.7                                       |
| 1975–1980  | 1.9                                      | 1.0                                               | 4.2                                       |
| 1980–1985  | 1.8                                      | 0.6                                               | 3.5                                       |
| [ note 1 ] |                                          |                                                   |                                           |

Entre 1960 i 1970, la producció agrícola soviètica va augmentar un 3% anual. La indústria també va millorar: durant el  Vuitè Pla Quinquennal (1966–1970), la producció de fàbriques i mines va augmentar un 138% en comparació amb 1960. Mentre el Politburó es va tornar agressivament antireformista, Kossiguin va poder convèncer tant a Bréjnev com al Politburó de deixar sol el líder comunista reformista János Kádár de la República Popular d'Hongria a causa d'una reforma econòmica titulada Nou Mecanisme Econòmic (NME), que atorgava un permís limitat per a l'establiment de mercats minoristes. A la República Popular de Polònia, es va adoptar un altre enfocament el 1970 sota el lideratge deEdward Gierek ; creia que el govern necessitava préstecs occidentals per facilitar el ràpid creixement de la indústria pesant. La direcció soviètica va donar la seva aprovació per això, ja que la Unió Soviètica no es podia permetre el luxe de mantenir la seva subvenció massiva al Bloc de l'Est en forma d'exportacions barates de petroli i gas. La Unió Soviètica no va acceptar tot tipus de reformes, un exemple va ser la invasió de Txecoslovàquia pel Pacte de Varsòvia el 1968 en resposta a les reformes d'Alexander Dubček. Sota Bréjnev, el Politburó va abandonar els experiments de descentralització de Khrusxov. El 1966, dos anys després de prendre el poder, Bréjnev va abolir els Consells Econòmics Regionals, que es van organitzar per gestionar les economies regionals de la Unió Soviètica.
El  novè pla quinquennal va suposar un canvi: per primera vegada els productes de consum industrial van superar els béns d'equip industrial. Els béns de consum com ara rellotges, mobles i ràdios es van produir en abundància. El pla encara deixava la major part de la inversió de l'estat en la producció de béns d'equip industrial. Aquest resultat no va ser vist com un signe positiu per al futur de l'estat soviètic per la majoria dels alts funcionaris del partit dins del govern; el 1975, els béns de consum s'estaven expandint un 9% més lentament que els béns de capital industrials. La política va continuar malgrat el compromís de Bréjnev de fer un canvi ràpid de la inversió per satisfer els consumidors soviètics i conduir a un nivell de vida encara més alt. Això no va passar.
Entre 1928 i 1973, la Unió Soviètica va créixer econòmicament a un ritme més ràpid que els Estats Units i l'Europa occidental. Tanmateix, les comparacions objectives són difícils. L'URSS es va veure obstaculitzada pels efectes de la Segona Guerra Mundial, que havia deixat la major part de l'URSS occidental en ruïnes, però l'ajuda occidental i l'espionatge soviètic durant el període 1941-1945 (que va culminar amb lliuraments d'efectiu, material i equipament amb finalitats militars i industrials) havien va permetre als soviètics superar moltes economies occidentals en el desenvolupament de tecnologies avançades, especialment en els camps de la tecnologia nuclear, les comunicacions de ràdio, l'agricultura i la fabricació pesada. A principis de la dècada de 1970, la Unió Soviètica tenia la segona capacitat industrial més gran del món i produïa més acer, petroli, ferro brut, ciment i tractors que qualsevol altre país. Abans de 1973, l'economia soviètica s'estava expandint a un ritme més ràpid que el de l'economia nord-americana (encara que amb un marge molt petit). L'URSS també va mantenir un ritme constant amb les economies d'Europa occidental. Entre 1964 i 1973, l'economia soviètica es va situar aproximadament en la meitat de la producció per habitant d'Europa occidental i una mica més d'un terç de la dels Estats Units. El 1973, el procés de posar-se al dia amb la resta d'Occident va arribar a un final a mesura que els soviètics van quedar cada cop més endarrerits en ordinadors, cosa que va resultar determinant per a les economies occidentals. El 1973 l'era de l'estancament era evident.

##### Estancament econòmic fins al 1982
L'era de l'estancament, un terme encunyat per Mikhaïl Gorbatxov, es va atribuir a una recopilació de factors, inclosa la cursa armamentística; l'endarreriment de l'agricultura, que tot i la industrialització pesant va obtenir uns resultats mediocres que varen obligar l'URSS a importar blat, la decisió de la Unió Soviètica de participar en el comerç internacional (abandonant així la idea d'aïllament econòmic) tot ignorant els canvis que es produeixen a les societats occidentals, la impossibilitat que es modernitzés una economia estatal en un món en què les condicions socials dels treballadors se situaven sempre al darrere dels resultats econòmics (les millores de les condicions de vida s'anaven postergant i això desmotivava la població), l'augment de l'autoritarisme a la societat soviètica; la invasió de l'Afganistan; la transformació de la burocràcia en una gerontocràcia poc dinàmica; manca de reforma econòmica; corrupció política generalitzada, la creixent importància de l'economia submergida i altres problemes estructurals al país. A nivell intern, l'estancament social va ser estimulat per les creixents demandes de treballadors no qualificats, l'escassetat de mà d'obra i una disminució de la productivitat i la disciplina laboral. Si bé Bréjnev, encara que «esporàdicament», a través d'Alexei Kossiguin, va intentar reformar l' economia a finals dels anys 60 i 70, no va aconseguir cap resultat positiu. Una d'aquestes reformes va ser la reforma econòmica de 1965, iniciada per Kossiguin, encara que els seus orígens sovint es remunten a l'època de Khrusxov. La reforma va ser finalment cancel·lada pel Comitè Central, encara que el Comitè va admetre que hi havia problemes econòmics. Després de convertir-se en líder de la Unió Soviètica, Gorbatxov va caracteritzar l'economia sota el govern de Bréjnev com «l'etapa més baixa del socialisme».
Basant-se en la seva vigilància, la CIA va informar que l'economia soviètica va assolir el màxim a la dècada de 1970 en assolir el 57% del PNB nord-americà. No obstant això, a partir del 1975, el creixement econòmic va començar a disminuir almenys en part a causa de la prioritat sostinguda del règim de la indústria pesant i la despesa militar per sobre dels béns de consum. A més, l'agricultura soviètica era incapaç d'alimentar la població urbana, i molt menys de proporcionar un nivell de vida en augment que el govern va prometre com a fruit del «socialisme madur» i del qual depenia la productivitat industrial. Finalment, la taxa de creixement del PNB es va alentir fins a l'1% al 2% anual. A mesura que les taxes de creixement del PNB van disminuir als anys setanta respecte al nivell dels anys cinquanta i seixanta, també van començar a quedar endarrerides amb les d'Europa occidental i els Estats Units. Finalment, l'estancament va arribar a un punt que els Estats Units van començar a créixer una mitjana de l'1% anual per sobre de la taxa de creixement de la Unió Soviètica.
L'estancament de l'economia soviètica va ser alimentat encara més per la bretxa tecnològica cada cop més gran de la Unió Soviètica amb Occident. A causa dels feixucs procediments del sistema de planificació centralitzada, les indústries soviètiques eren incapaces de fer la innovació necessària per satisfer la demanda pública. Això va ser especialment notable en el camp dels ordinadors. En resposta a la manca d'estàndards uniformes per a perifèrics i capacitat digital a la indústria informàtica soviètica, el règim de Bréjnev va ordenar la fi de tot desenvolupament informàtic independent i va exigir que tots els models futurs es basessin en l'IBM/360. Tanmateix, després de l'adopció del sistema IBM/360, la Unió Soviètica mai va poder construir prou plataformes, i molt menys millorar el seu disseny. A mesura que la seva tecnologia va continuar quedant enrere d'Occident, la Unió Soviètica va recórrer cada vegada més a la pirateria dels dissenys occidentals.
L'última reforma significativa del govern Kossiguin, i alguns creuen que l'era de la perestroika, va ser una decisió conjunta del Comitè Central i el Consell de Ministres anomenada «Millora de la planificació i reforç dels efectes del mecanisme econòmic sobre l'augment de l'eficàcia de la producció i la millora de la qualitat del treball», més conegut com la reforma de 1979. La reforma, en contrast amb la reforma de 1965, pretenia augmentar la implicació econòmica del govern central potenciant els deures i les responsabilitats dels ministeris. Amb la mort de Kossiguin el 1980, i a causa de l'enfocament conservador de l'economia del seu successor Nikolai Tikhonov, la reforma es va dur terme realment.
L'onzè pla quinquennal de la Unió Soviètica va donar un resultat decebedor: un canvi en el creixement del 5 al 4%. Durant el Desè Pla Quinquennal anterior, havien intentat assolir l'objectiu de creixement del 6,1%, però no ho van aconseguir. Bréjnev va poder ajornar el col·lapse econòmic mitjançant el comerç amb Europa occidental i el món àrab. La Unió Soviètica encara va superar els Estats Units en el sector de la indústria pesant durant l'era Bréjnev. Un altre resultat dramàtic del govern de Bréjnev va ser que certs països del Bloc de l'Est es van avançar econòmicament més que la Unió Soviètica.

#### Política agrícola

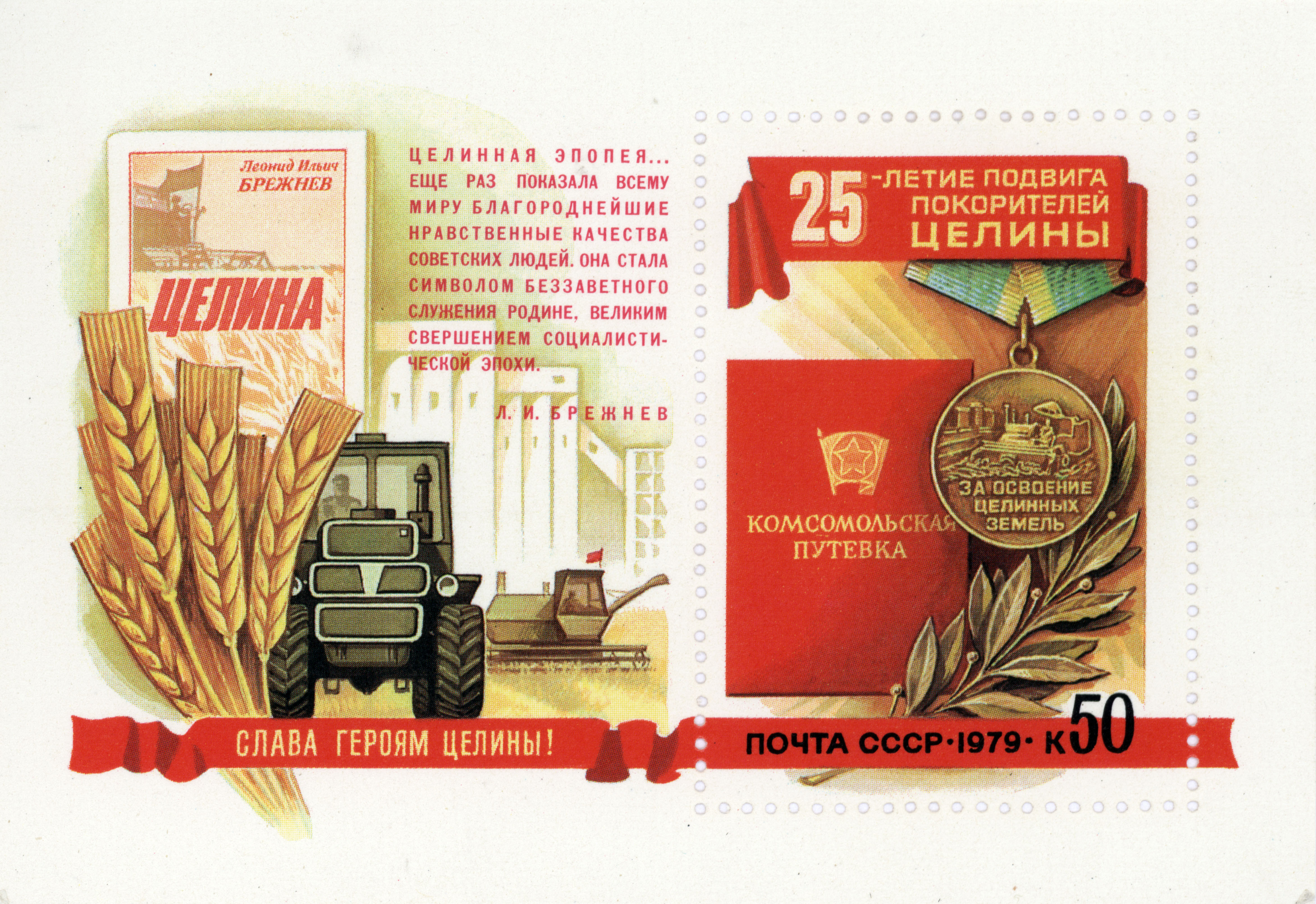
Segell postal de l'URSS de 1979, celebrant el 25è aniversari de la Campanya de les Terres Verges

La política agrícola de Bréjnev va reforçar els mètodes convencionals d'organització de les granges col·lectives. Les quotes de producció es van continuar imposant de manera centralitzada. La política de Khrusxov de fusionar granges va ser continuada per Bréjnev, perquè compartia la creença de Khrusxov que els kolkhozs més grans augmentarien la productivitat. Bréjnev va impulsar un augment de les inversions estatals en l'agricultura, que va arribar a un màxim històric en la dècada de 1970 del 27% de tota la inversió estatal; aquesta xifra no incloïa les inversions en equipament agrícola. Només el 1981 es van invertir 33.000 milions de dòlars estatunidnecs (segons el tipus de canvi actual) en l'agricultura.
La producció agrícola l'any 1980 va ser un 21% superior a la taxa mitjana de producció entre 1966 i 1970. La producció de cereals va augmentar un 18%. Aquests resultats millorats no van ser encoratjadors. A la Unió Soviètica el criteri per avaluar la producció agrícola era la collita de gra. La importació de cereals, que va començar sota Khrusxov, s'havia convertit, de fet, en un fenomen normal per als estàndards soviètics. Quan Bréjnev va tenir dificultats per segellar acords comercials amb els Estats Units, va marxar a un altre lloc, com per exemple a l'Argentina. El comerç era necessari perquè la producció interna de farratges de la Unió Soviètica era molt deficient. Un altre sector que xocava contra la paret era el de la collita de remolatxa sucrera, que havia disminuït un 2% als anys setanta. La manera de Bréjnev de resoldre aquests problemes era augmentar la inversió estatal. Gennadi Voronov, membre del Politburó, va defensar la divisió de la força de treball de cada granja en allò que va anomenar «vincles». Aquests «enllaços» serien encarregats de funcions específiques, com ara dirigir la unitat lletera d'una granja. El seu argument era que com més gran era la força de treball, menys responsables se sentien. Aquest programa havia estat proposat a Ióssif Stalin per Andrei Andreïev en la dècada de 1940, i Khrusxov s'havia oposat abans i després de la mort de Stalin. Voronov tampoc no va tenir èxit; Bréjnev el va rebutjar i el 1973 va ser destituït del Politburó.
L'experimentació amb «vincles» no va ser prohibida a nivell local, amb Mikhaïl Gorbatxov, llavors primer secretari del Comitè Regional de Stavropol, experimentant amb vincles a la seva regió. Mentrestant, la participació del govern soviètic en l'agricultura era, segons Robert Service, d'altra banda «poc imaginativa» i «incompetent». Davant de problemes creixents amb l'agricultura, el Politburó va emetre una resolució titulada Sobre el desenvolupament posterior de l'especialització i la concentració de la producció agrícola sobre la base de la cooperació intergranja i la integració agroindustrial. La resolució ordenava els kolkhozs propers els uns als altres per col·laborar en els seus esforços per augmentar la producció. Mentrestant, les subvencions estatals al sector agroalimentari no van impedir que les explotacions en fallida poguessin funcionar: l'augment del preu dels productes es va compensar amb l'augment del cost del petroli i altres recursos. El 1977, el petroli costava un 84% més que a finals dels anys seixanta. El cost d'altres recursos també havia augmentat a finals dels anys setanta.
La resposta de Bréjnev a aquests problemes va ser emetre dos decrets, un el 1977 i un altre el 1981, que demanaven un augment de la mida màxima de les parcel·les de propietat privada a la Unió Soviètica a mitja hectàrea. Aquestes mesures van eliminar importants obstacles per a l'expansió de la producció agrícola, però no van resoldre el problema. Sota Bréjnev, les parcel·les privades donaven el 30% de la producció agrícola nacional quan conreaven només el 4% de la terra. Això va ser vist per alguns com una prova que la descol·lectivització era necessària per evitar que l'agricultura soviètica s'enfonsés, però els principals polítics soviètics es van reduir de donar suport a mesures tan dràstiques a causa d'interessos ideològics i polítics. Els problemes de fons eren la creixent escassetat de treballadors qualificats, una cultura rural destrossada, el pagament dels treballadors en proporció a la quantitat i no a la qualitat del seu treball, i una maquinària agrícola massa gran per a les petites granges col·lectives i el camp sense carreteres. Davant d'això, les úniques opcions de Bréjnev eren esquemes com ara grans projectes de recuperació de terres i regadiu o, per descomptat, una reforma radical.

#### Societat

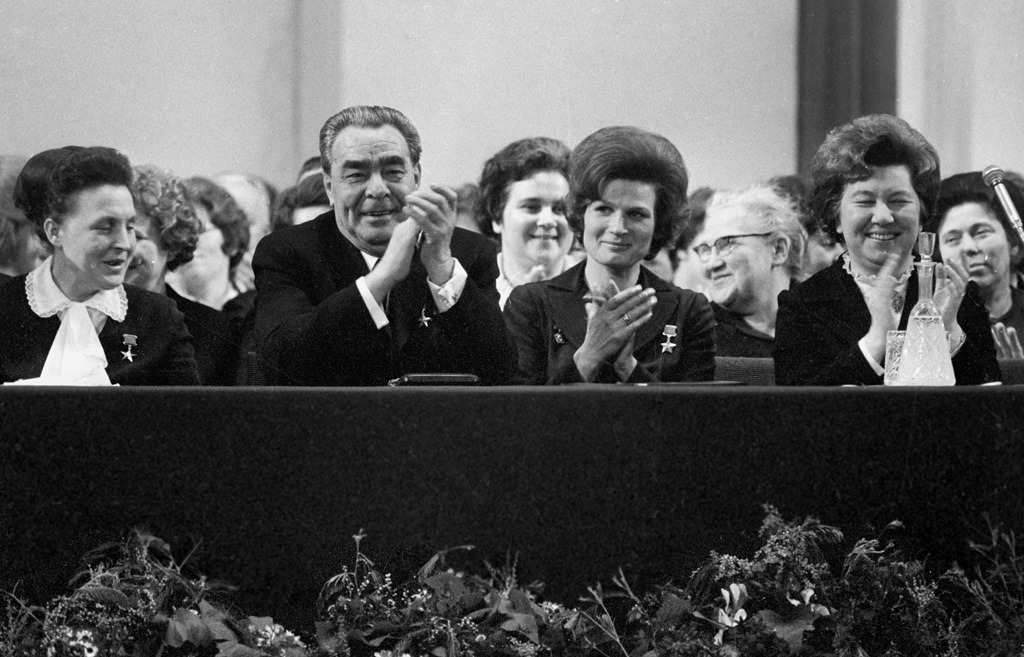
Bréjnev a les celebracions del Dia Internacional de la Dona, 1973

Durant els divuit anys que Bréjnev va governar la Unió Soviètica, la renda mitjana per càpita va augmentar a la meitat; les tres quartes parts d'aquest creixement es van produir a la dècada de 1960 i principis de 1970. Durant la segona meitat del govern de Bréjnev, la renda mitjana per càpita va créixer una quarta part. A la primera meitat del període Bréjnev, la renda per càpita va augmentar un 3,5% anual; creixement lleugerament inferior al que havia tingut els anys anteriors. Això es pot explicar per la inversió de Bréjnev de la majoria de les polítiques de Khrusxov. Es calcula que el consum per càapita va augmentar un 70% sota Bréjnev, però amb tres quartes parts d'aquest creixement abans de 1973 i només una quarta part en la segona meitat del seu govern. La major part de l'augment de la producció de consum a principis de l'era Bréjnev es pot atribuir a la reforma de Kossiguin.
Quan el creixement econòmic de l'URSS es va estancar a la dècada de 1970, el nivell de vida i la qualitat de l'habitatge van millorar significativament. En comptes de prestar més atenció a l'economia, el lideratge soviètic sota Bréjnev va intentar millorar el nivell de vida a la Unió Soviètica ampliant els beneficis socials. Això va provocar un augment, encara que menor, del suport públic. El nivell de vida a Rússia (RSFSR) havia quedat per darrere del de Geòrgia (RSSG) i d'Estònia (RSSE) sota Bréjnev; això va portar a molts russos a creure que les polítiques del govern soviètic estaven perjudicant la població russa. L'estat normalment traslladava els treballadors d'una feina a una altra, cosa que finalment es va convertir en una característica inerradicable de la indústria soviètica. Les indústries governamentals com les fàbriques, les mines i les oficines estaven ocupades per personal indisciplinat que s'esforçava molt per no fer la seva feina; això va conduir finalment, segons Robert Service, a una "força laboral tímida". El govern soviètic no tenia cap mesura efectiva; era extremadament difícil, si no impossible, substituir els treballadors ineficaços a causa de la manca d'atur del país.
Mentre que algunes zones van millorar durant l'era de Bréjnev, la majoria dels serveis civils es van deteriorar i les condicions de vida dels ciutadans soviètics van caure ràpidament. Les malalties estaven en augment a causa del sistema sanitari en decadència. L'espai habitable es va mantenir bastant petit per als estàndards del Primer Món, amb una mitjana d'una persona vivint en 13,4 metres quadrats. Milers d'habitants de Moscou es van quedar sense llar, la majoria vivint en barraques, portes i tramvies aparcats. La nutrició va deixar de millorar a finals de la dècada de 1970, mentre que el racionament dels productes alimentaris bàsics va tornar a Sverdlovsk, per exemple.
L'estat va oferir instal·lacions d'esbarjo i vacances anuals per als ciutadans treballadors. Els sindicats soviètics van recompensar els membres que treballaven dur i les seves famílies amb vacances a la platja a Crimea i Geòrgia.
La rigidització social es va convertir en una característica comuna de la societat soviètica. Durant l'era de Stalin als anys 30 i 40, un treballador comú podia esperar un ascens a una feina de coll blanc si estudiava i obeïa les autoritats soviètiques. A la Unió Soviètica de Bréjnev no va ser així. Els titulars de posicions atractives s'hi van aferrar el major temps possible; la mera incompetència no es va veure com una bona raó per acomiadar ningú. D'aquesta manera, també, la societat soviètica transmesa per Bréjnev s'havia tornat estàtica.

### Polítiques exteriors i de defensa
Quan va assolir la presidència, la seva política, especialment l'exterior, es va basar en una revisió del marxisme, que va ésser anomenada doctrina Bréjnev o «doctrina de la sobirania limitada». Va declarar que la Unió Soviètica era l'estat guia del comunisme, i que per aquest motiu tenia dret a intervenir, fins i tot militarment, en assumptes interns dels seus aliats.

#### Relacions soviètics-estatunidenques

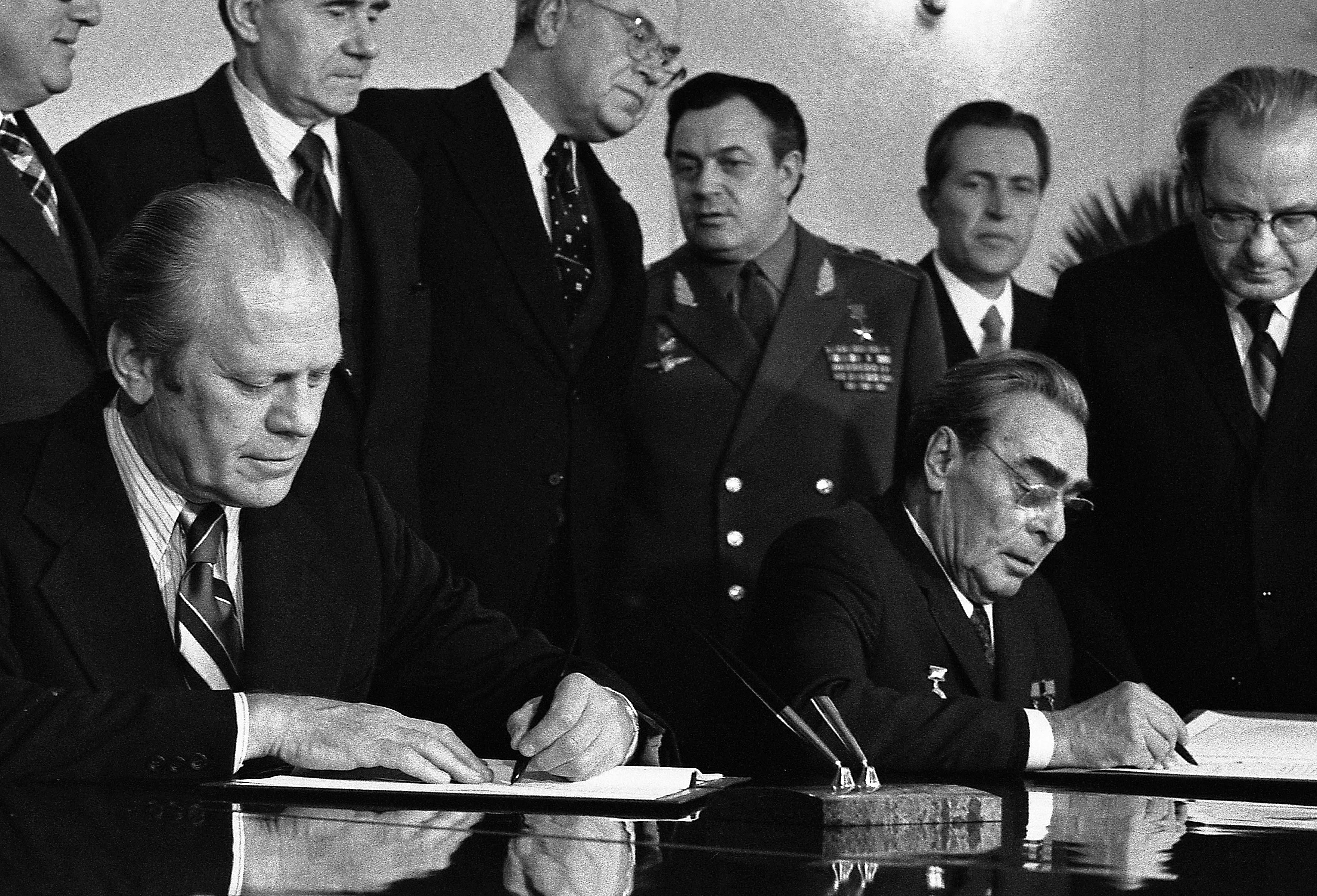
Bréjnev (assegut a la dreta) i el president dels Estats Units, Gerald Ford, signen un comunicat conjunt sobre el tractat SALT a Vladivostok.

Durant els seus divuit anys com a líder de l'URSS, la innovació característica de la política exterior de Bréjnev va ser la promoció de la distensió. Tot i que comparteixen algunes similituds amb els enfocaments perseguits durant el desglaç de Khrusxov, la política de Bréjnev difereix significativament del precedent de Khrusxov de dues maneres. El primer va ser que era més complet i ampli en els seus objectius, i incloïa la signatura d'acords sobre control d'armes, prevenció de crisi, comerç Est-Oest, seguretat europea i drets humans. La segona part de la política es basava en la importància d'igualitzar la força militar dels Estats Units i la Unió Soviètica. La despesa en defensa sota Bréjnev entre 1965 i 1970 va augmentar un 40%, i els augments anuals van continuar després. L'any de la mort de Bréjnev el 1982, el 12% del PNB es va gastar en l'exèrcit.
El desgel de les relacions entre la Xina i els Estats Units a començaments de l'any 1971 va marcar una nova fase en les relacions internacionals. Per tal d'evitar la formació d'una aliança antisoviètica entre els Estats Units i la Xina, Bréjnev va obrir una nova ronda de negociacions amb els nord-americans. A la Cimera de Moscou de 1972, Bréjnev i el president nord-americà Richard Nixon van signar el Tractat de Limitació d'Armes Estratègiques (SALT I), que va marcar el principi de l'època de la distensió. La primera part de l'acord fixava límits al desenvolupament de míssils nuclears de cada bàndol. La segona part de l'acord, el Tractat de míssils antibalístics, prohibia a tots dos països dissenyar sistemes per interceptar míssils entrants, de manera que ni els Estats Units ni la Unió Soviètica s'animessin a atacar l'altre sense por de represàlies nuclears.
A mitjans de la dècada de 1970, va quedar clar que la política de distensió d'Henry Kissinger cap a la Unió Soviètica estava fracassant. La distensió s'havia basat en el supòsit que es podria trobar un «vincle» d'algun tipus entre els dos països, amb l'esperança dels Estats Units que la signatura de SALT I i un augment del comerç soviètic-estatunidenc frenaria el creixement agressiu del comunisme al tercer món. Això no va passar, com ho demostra el continu suport militar de Bréjnev a les guerrilles comunistes que lluitaven contra els Estats Units durant la guerra del Vietnam. Els acords de pau de París el gener de 1973 van permetre que s'acabés oficialment la guerra del Vietnam, amb la qual cosa es va eliminar un obstacle important en les relacions entre la Unió Soviètica i els Estats Units.

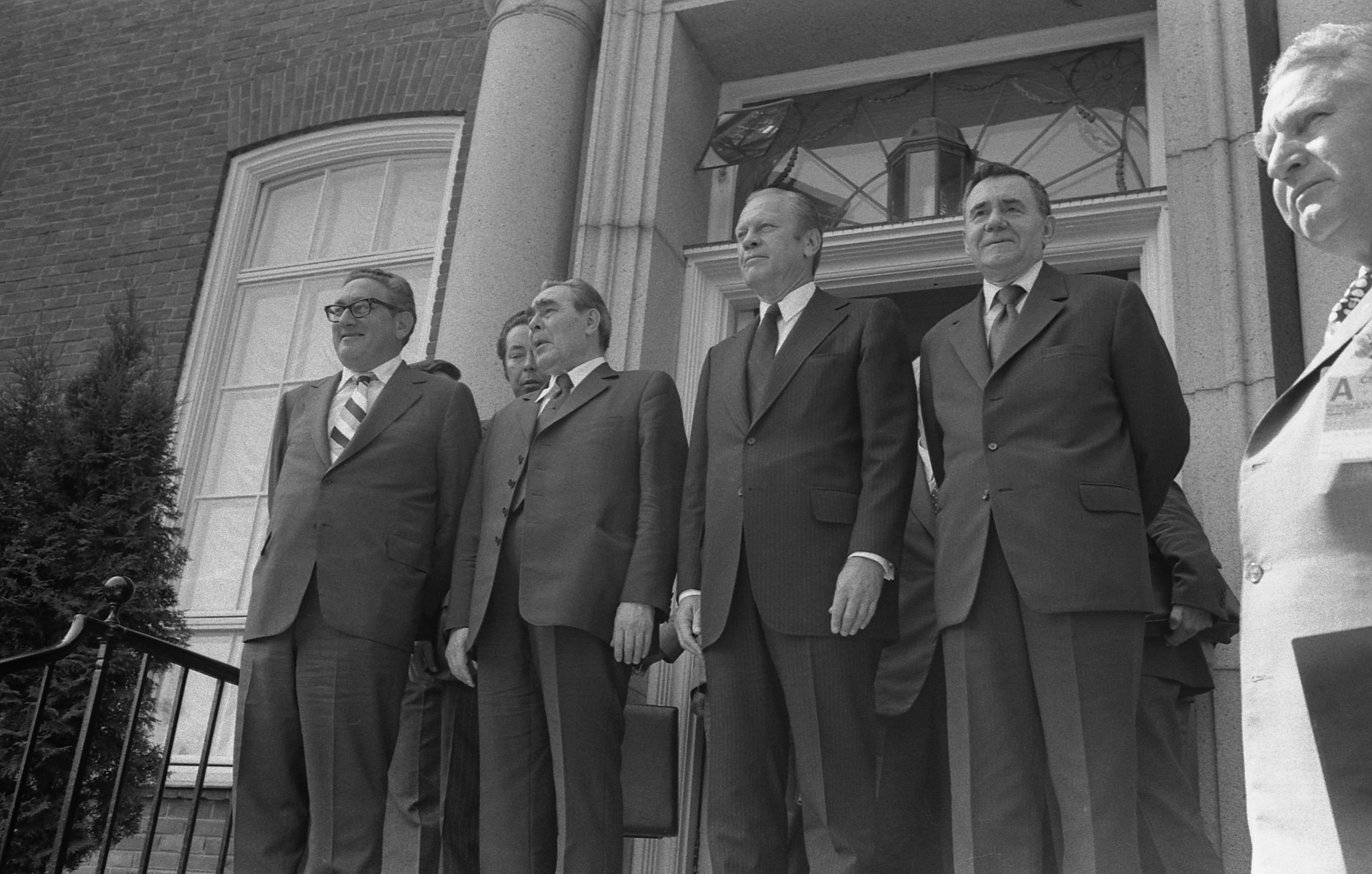
Henry Kissinger, Leonid Bréjnev, Gerald Ford i Andrei Gromiko posen per a la premsa el 1975 durant les negociacions dels acords de Hèlsinki

Després que Gerald Ford perdés les eleccions presidencials davant Jimmy Carter, la política exterior nord-americana es va fer més obertament agressiva en vocabulari cap a la Unió Soviètica i el món comunista, també es van intentar aturar el finançament dels governs i organitzacions anticomunistes repressives que els Estats Units recolzaven. Tot i que en un primer moment es proposava una disminució de totes les iniciatives de defensa, els darrers anys de la presidència de Carter augmentarien la despesa en l'exèrcit nord-americà. Quan Bréjnev va autoritzar la invasió soviètica de l'Afganistan el 1979, Carter, seguint el consell del seu conseller de Seguretat Nacional Zbigniew Brzezinski, va denunciar la intervenció, qualificant-la com el "perill més greu per a la pau des del 1945". Els Estats Units van aturar totes les exportacions de cereals a la Unió Soviètica i van boicotejar els Jocs Olímpics d'estiu de 1980 celebrats a Moscou. La Unió Soviètica va respondre boicotejant els Jocs Olímpics d'estiu de 1984 celebrats a Los Angeles.
Durant el govern de Bréjnev, la Unió Soviètica va assolir el cim del seu poder polític i estratègic en relació amb els Estats Units. Com a conseqüència dels límits acordats per ambdues superpotències en el primer Tractat SALT, la Unió Soviètica va aconseguir la paritat en armes nuclears amb els Estats Units per primera vegada a la Guerra Freda. El punt culminant en la política de distensió d'aquesta època va ser la firma de l'acta final de la Conferència de Hèlsinki de 1975, que certificava les fronteres a l'Europa de l'Est i Central posteriors a la Segona Guerra Mundial i que, de fet, legitimava l'hegemonia soviètica en aquella regió. A canvi, la Unió Soviètica acceptava que a tots els Estats participants s'hi respectarien els drets humans i les llibertats fonamentals, tot i que aquests principis no es varen aplicar als països de l'Est. El problema de l'emigració dels jueus de la Unió Soviètica es va convertir en una font de tensió creixent entre l'URSS i els Estats Units, tensió que ni tan sols es va poder reduir durant la trobada entre Bréjnev i Gerald Ford celebrada a Vladivostok el novembre de 1974.
Durant la dècada del 1970, la Unió Soviètica va assolir la màxima cota del seu poder polític i estratègic amb l'escàndol del Watergate. Sota el mandat de l'almirall Serguei Gorxkov la Unió Soviètica passa a ser una potència naval mundial per primera vegada, cosa que li va permetre intervenir militarment fins i tot a l'Àfrica.

#### La guerra del Vietnam

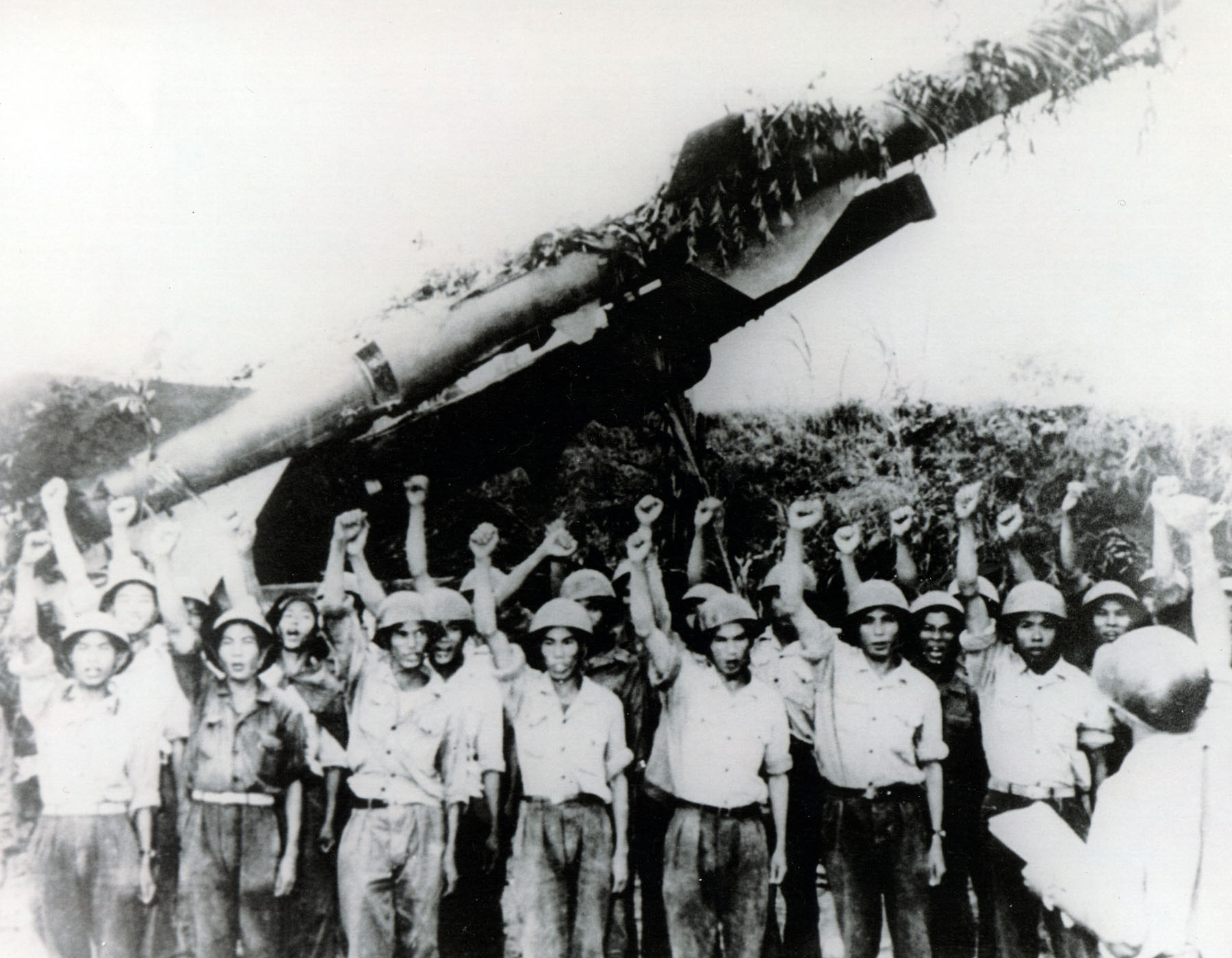
Tropes nord-vietnamites posen davant d'un llançador de míssils SA-2 soviètic

Sota el govern de Nikita Khrusxov, la Unió Soviètica inicialment va donar suport al Vietnam del Nord per "solidaritat fraterna". Tanmateix, a mesura que la guerra escalava, Khrusxov va instar la direcció nord-vietnamita a renunciar a la recerca d'alliberar Vietnam del Sud. Va continuar rebutjant una oferta d'assistència feta pel govern nord-vietnamita, i en canvi els va dir que entressin en negociacions al Consell de Seguretat de les Nacions Unides. Després de l'expulsió de Khrusxov, Bréjnev va reprendre ajuda a la resistència comunista a Vietnam. El febrer de 1965, el primer ministre Kossiguin va visitar Hanoi amb una dotzena de generals de la força aèria soviètica i experts econòmics. Al llarg de la guerra, el règim de Bréjnev finalment enviaria armes per valor de 450 milions de dòlars anuals al Vietnam del Nord.
Lyndon B. Johnson va suggerir en privat a Bréjnev que garantiria la fi de l'hostilitat sud-vietnamita si Bréjnev en garantia una de nord-vietnamita. Bréjnev estava interessat en aquesta oferta inicialment, però va rebutjar l'oferta quan Andrei Gromiko li va dir que els nord-vietnamites no estaven interessats en una solució diplomàtica a la guerra. L'administració de Johnson va respondre a aquest rebuig ampliant la presència nord-americana al Vietnam, però més tard va convidar l'URSS a negociar un tractat sobre el control d'armes. L'URSS inicialment no va respondre, a causa de la lluita pel poder entre Bréjnev i Kossiguin sobre quina figura tenia dret a representar els interessos soviètics a l'estranger i més tard per l'escalada de la "guerra bruta" al Vietnam.
A principis de 1967, Johnson es va oferir a fer un tracte amb Ho Chi Minh, i va dir que estava preparat per acabar amb els bombardejos nord-americans al Vietnam del Nord si Ho posava fi a la seva infiltració al Vietnam del Sud. Els bombardejos nord-americans es van aturar durant uns dies i Kossiguin va anunciar públicament el seu suport a aquesta oferta. El govern de Vietnam del Nord no va respondre i, per això, els Estats Units van continuar les seves incursions al Vietnam del Nord. Després d'aquest esdeveniment, Bréjnev va concloure que buscar solucions diplomàtiques a la guerra en curs al Vietnam no tenia esperança. Més tard, el 1968, Johnson va convidar Kossiguin als Estats Units per discutir els problemes actuals al Vietnam i la carrera armamentística. El cim va estar marcat per un ambient agradable, però no hi va haver avenços concrets per cap dels dos costats.
Arran del conflicte fronterer sino-soviètic, els xinesos van continuar ajudant el règim nord-vietnamita, però amb la mort de Ho Chi Minh el 1969, el vincle més fort de la Xina amb Vietnam va desaparèixer. Mentrestant, Richard Nixon havia estat escollit president dels Estats Units. Encara que era conegut per la seva retòrica anticomunista, Nixon va dir el 1971 que els Estats Units «han de tenir relacions amb la Xina comunista». El seu pla era una retirada lenta de les tropes nord-americanes del Vietnam, tot conservant el govern del Vietnam del Sud. L'única manera en què pensava que això era possible era millorant les relacions tant amb la Xina comunista com amb la Unió Soviètica. Més tard va fer una visita a Moscou per negociar un tractat sobre el control d'armes i la guerra del Vietnam, però sobre el Vietnam no es va poder acordar res. En última instància, anys d'ajuda militar soviètica a l'Exèrcit Popular vietnamita finalment van donar els seus fruits quan l'enfonsament de la moral entre les forces nord-americanes va obligar finalment a la seva retirada completa de Vietnam el 1973, donant així pas a la unificació del país sota el domini comunista dos anys després.

#### Relacions sino-soviètiques

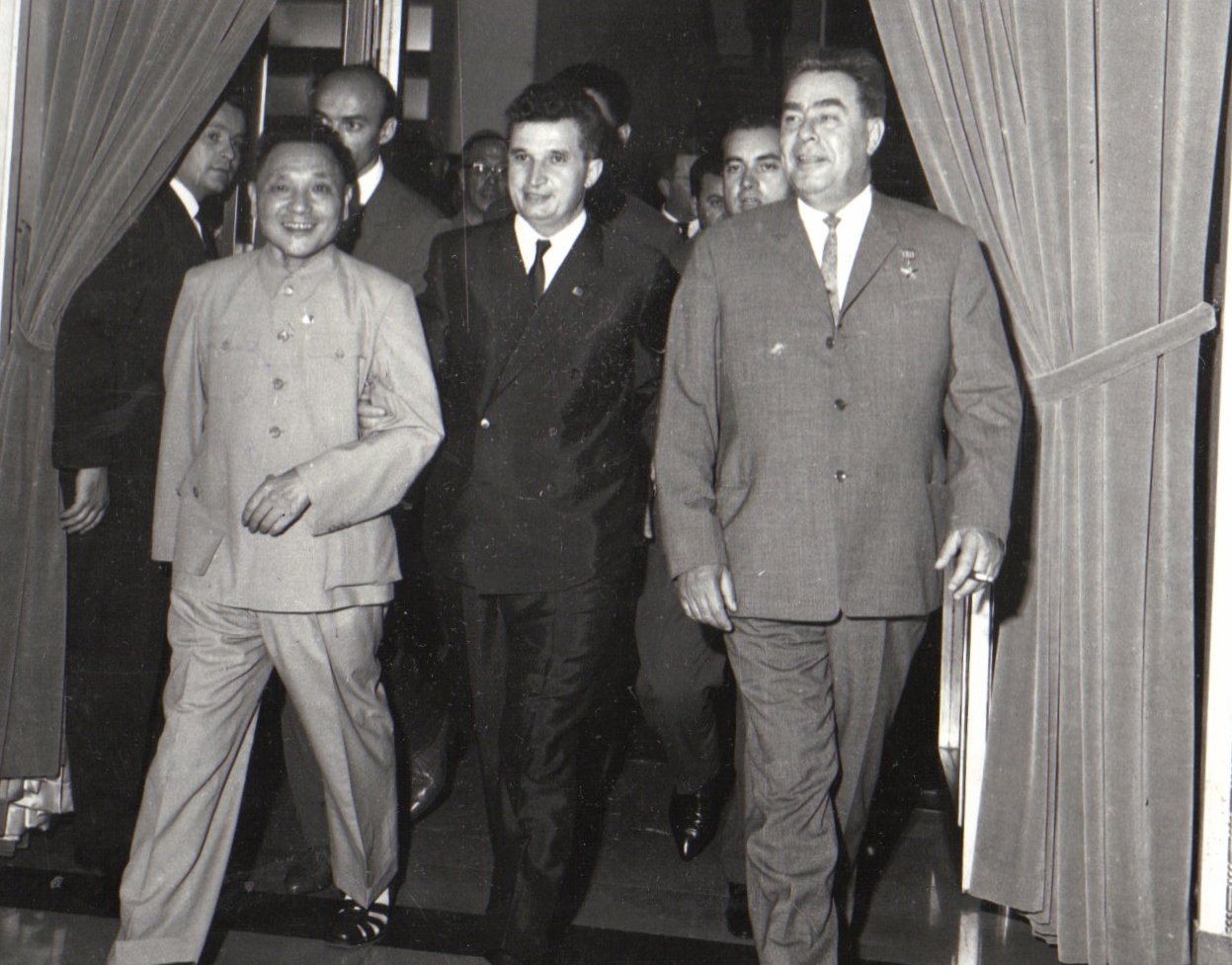
Deng Xiaoping (esquerra) i Bréjnev (dreta) amb Nicolae Ceaușescu a Bucarest, 1965

Les relacions exteriors soviètiques amb la República Popular de la Xina es van deteriorar ràpidament després dels intents de Nikita Khrusxov d'arribar a un acostament amb estats més liberals d'Europa de l'Est com Iugoslàvia i l'oest. Quan Bréjnev va consolidar la seva base de poder als anys 60, la Xina estava entrant en crisi a causa de la Revolució Cultural de Mao Zedong, que va portar a la destrucció del Partit Comunista Xinès i altres oficines governamentals. Bréjnev, un polític pragmàtic que va promoure la idea d'"estabilització", no va poder entendre per què Mao va iniciar un impuls tan "autodestructiu" per acabar la revolució socialista, segons ell mateix. L'any 1965, el primer ministre xinès Zhou Enlai va visitar Moscou per mantenir-hi converses, però el conflicte no es va poder resoldre. No obstant això, Bréjnev va tenir problemes propis en la forma de Txecoslovàquia, la forta desviació de la qual del model soviètic va impulsar ell i la resta del Pacte de Varsòvia a envair el seu aliat del Bloc de l'Est. Arran de la invasió soviètica de Txecoslovàquia, la direcció soviètica va proclamar la doctrina Bréjnev, que deia que l'URSS tenia dret a intervenir en qualsevol estat comunista fraternal que no seguissin el model soviètic. Aquesta nova política va augmentar la tensió no només amb el Bloc de l'Est, però també els estats comunistes asiàtics. L'any 1969 les relacions amb altres països comunistes s'havien deteriorat fins a un nivell que Bréjnev ni tan sols va poder reunir cinc dels catorze partits comunistes governants per assistir a una conferència internacional a Moscou. Després de la fallida conferència, van concloure els soviètics, "no hi havia cap centre líder del moviment comunista internacional."
Més tard, el 1969, el deteriorament de les relacions bilaterals va culminar amb el conflicte fronterer sinosoviètic a la frontera del riu Ussuri. La separació sino-soviètica havia molestat molt al primer ministre Aleksei Kossiguin, i durant un temps es va negar a acceptar la seva irrevocabilitat; va visitar Pequín breument el 1969 a causa de l'augment de la tensió entre l'URSS i la Xina. A principis de la dècada de 1980, tant els xinesos com els soviètics estaven emetent declaracions demanant una normalització de les relacions entre els dos estats. Les condicions donades als soviètics pels xinesos van ser la reducció de la presència militar soviètica a la frontera sino-soviètica, la retirada de les tropes soviètiques a l'Afganistan i la República Popular de Mongòlia; a més, la Xina també volia que els soviètics acabessin amb el seu suport a la invasió vietnamita de Cambodja. Bréjnev va respondre en el seu discurs de març de 1982 a Taixkent on va demanar la normalització de les relacions. La normalització total de les relacions sino-soviètica hauria de prendre anys, fins que l'últim governant soviètic, Mikhaïl Gorbatxov, va arribar al poder.

#### Intervenció a l'Afganistan
Després de la revolució comunista a l'Afganistan el 1978, les accions autoritàries forçades a la població pel règim comunista van provocar la guerra civil afganesa, amb els mujahidins liderant la reacció popular contra el règim. La Unió Soviètica estava preocupada perquè perdessin la seva influència a l'Àsia central, així que després que un informe de el KGB afirmés que l'Afganistan es podria prendre en qüestió de setmanes, Bréjnev i diversos alts funcionaris del partit van acordar una intervenció total. Els investigadors contemporanis tendeixen a creure que Bréjnev havia estat mal informat sobre la situació a l'Afganistan. La seva salut s'havia deteriorat i els defensors de la intervenció militar directa es van fer càrrec del grup majoritari del Politburó fent trampes i utilitzant proves falsificades. Advocaven per un escenari relativament moderat, mantenint un quadre d'entre 1.500 i 2.500 assessors i tècnics militars soviètics al país (que ja hi havia estat en gran nombre des de la dècada de 1950), però no estaven d'acord a l'hora d'enviar unitats de l'exèrcit regular en centenars de milers de tropes. Alguns creuen que la signatura de Bréjnev al decret es va obtenir sense explicar-li la història completa, en cas contrari mai hauria aprovat aquesta decisió. L'ambaixador soviètic als Estats Units Anatoli Dobrinin creia que el veritable cervell darrere de la invasió, que va desinformar a Bréjnev, era Mikhaïl Súslov. El metge personal de Bréjnev, Mikhaïl Kosarev, va recordar més tard que Bréjnev, quan estava en la seva ment, de fet es va resistir a la intervenció a gran escala. El vicepresident de la Duma de l'Estat, Vladímir Jirinovski, va declarar oficialment que, malgrat la solució militar recolzada per alguns, el ministre de Defensa de línia dura Dmitri Ustinov era l'únic membre del Politburó que va insistir a enviar unitats de l'exèrcit regular. Parts de l'establishment de l'exèrcit soviètic s'oposava a qualsevol tipus de presència militar soviètica activa a l'Afganistan, creient que la Unió Soviètica havia de deixar en pau la política afganesa.
Aquesta intervenció va frenar bruscament la distensió i va arribar a propiciar fins i tot un embargament per part dels Estats Units, fortament implicats en aquella zona, on es produïa la quantitat d'opi més gran del món. El negoci de l'opi estava controlat pels grups contraris al govern de l'Afganistan, que rebien suport dels Estats Units.

#### Invasió de Txecoslovàquia

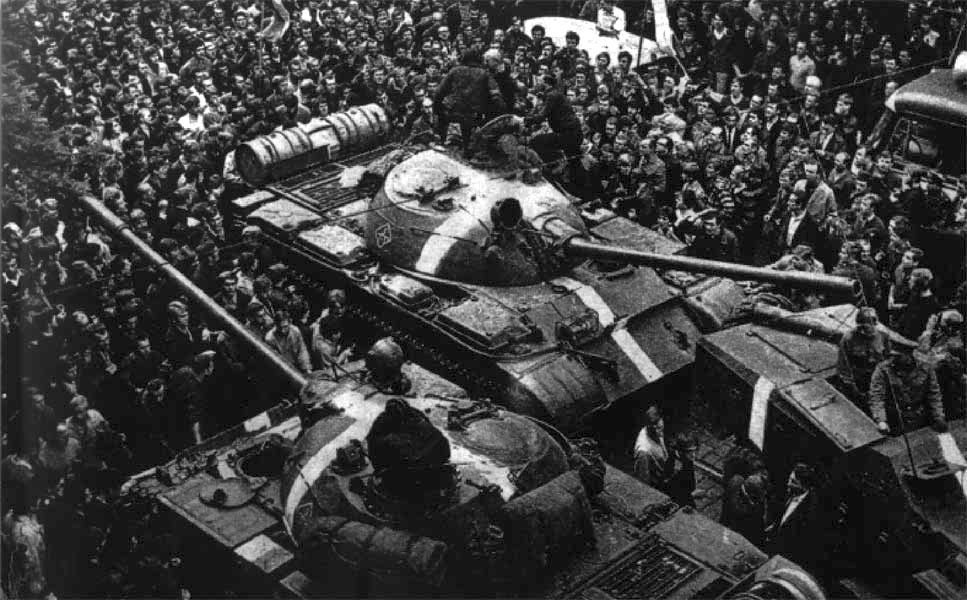
Multitud de manifestants a Praga que envolten alguns tancs soviètics durant els primers dies de la invasió.

La primera crisi del règim de Bréjnev va arribar el 1968, amb l'intent de la direcció comunista a Txecoslovàquia, sota Alexander Dubček, de liberalitzar el sistema comunista (Primavera de Praga). Al juliol, Bréjnev va denunciar públicament la direcció txecoslovaca com a "revisionista" i "antisoviètica", tot dient que havia fet el mateix a Hongria l'any 1956. Malgrat les seves declaracions públiques de línia dura, Bréjnev no va ser qui va pressionar més per l'ús de la força militar a Txecoslovàquia quan la qüestió estava davant del Politburó. L'evidència d'arxiu suggereix que Bréjnev va ser un dels pocs que buscava un compromís temporal amb el govern txecoslovac favorable a les reformes quan la seva disputa va arribar al seu punt final. No obstant això, al final, Bréjnev va concloure que s'arriscaria a augmentar les turbulències nacionals i dins del bloc de l'Est si s'abstingués o votava en contra de la intervenció soviètica a Txecoslovàquia.
A mesura que la pressió augmentava sobre ell dins del lideratge soviètic per "reinstal·lar un govern revolucionari" a Praga, Bréjnev va ordenar la invasió de Txecoslovàquia del Pacte de Varsòvia i la destitució de Dubček a l'agost. Després de la intervenció soviètica, es va reunir amb el reformador txecoslovac Bohumil Simon, aleshores membre del Politburó del Partit Comunista de Txecoslovàquia, i li va dir: "Si no hagués votat a favor de l'ajuda armada soviètica a Txecoslovàquia, avui no estaria assegut aquí, però és bastant possible que jo tampoc hi estigués". Tanmateix, contràriament a l'efecte estabilitzador previst per Moscou, la invasió va servir com a catalitzador per a més dissidències al Bloc de l'Est.

#### La doctrina Bréjnev
Després de la repressió de la Primavera de Praga, Bréjnev va anunciar que la Unió Soviètica tenia dret a interferir en els afers interns dels seus satèl·lits per "salvaguardar el socialisme". Això es va conèixer com la Doctrina Bréjnev, encara que en realitat era una reafirmació de la política soviètica existent, tal com va ser promulgada per Khrusxov a Hongria el 1956. Bréjnev va reiterar la doctrina en un discurs al Cinquè Congrés del Partit Obrer Unificat Polonès el 13 de novembre de 1968:
| «                                                                                         | Quan forces hostils al socialisme intenten dirigir el desenvolupament d'algun país socialista cap al capitalisme, no només esdevé un problema del país interessat, sinó un problema i una preocupació comú de tots els països socialistes. | » |
| — Bréjnev, Discurs al Cinquè Congrés del Partit Obrer Unit de Polònia el novembre de 1968 | |   |

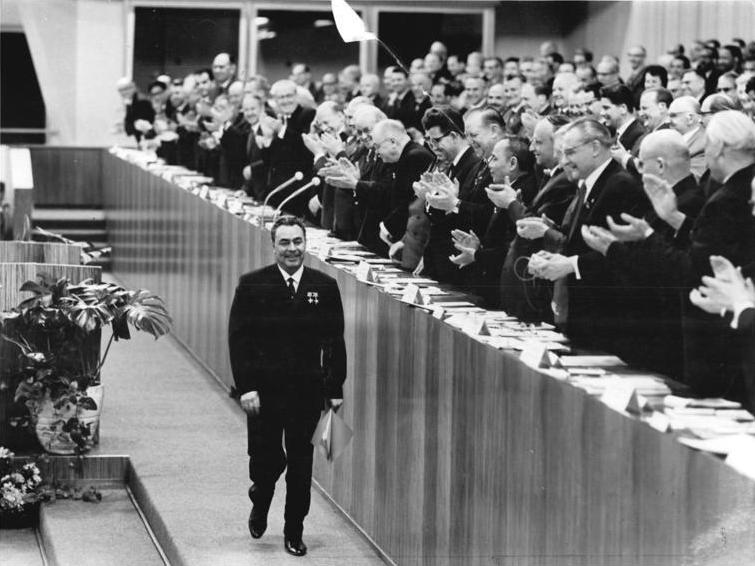
Bréjnev en un congrés del Partit a Berlín Est el 1967

Més tard, el 1980, va sorgir una crisi política a Polònia amb l'aparició del moviment Solidaritat. A finals d'octubre, Solidaritat comptava amb 3 milions de membres i, al desembre, 9 milions. En una enquesta d'opinió pública organitzada pel govern polonès, el 89% dels enquestats va donar suport a Solidaritat. Amb el lideratge polonès dividit sobre què fer, la majoria no volia imposar la llei marcial, com va suggerir Wojciech Jaruzelski. La Unió Soviètica i altres estats del Bloc de l'Est no estaven segurs de com gestionar la situació, però Erich Honecker d'Alemanya de l'Est pressionà per a una acció militar. En una carta formal a Bréjnev, Honecker va proposar una mesura militar conjunta per controlar l'escalada dels problemes a Polònia. Un informe de la CIA va suggerir que l'exèrcit soviètic es mobilitzava per a una invasió.
El 1980–81 representants de les nacions del bloc de l'Est es van reunir al Kremlin per discutir la situació polonesa. El 10 de desembre de 1981, Bréjnev va concloure que seria millor deixar en pau els assumptes interns de Polònia, i va assegurar als delegats polonesos que l'URSS només intervindria si ho demanés. Això va marcar efectivament el final de la doctrina Bréjnev. Malgrat l'absència d'una intervenció militar soviètica, Wojciech Jaruzelski finalment va cedir a les demandes de Moscou imposant un estat de guerra, la versió polonesa de la llei marcial, el 13 de desembre de 1981.

### Culte a la personalitat

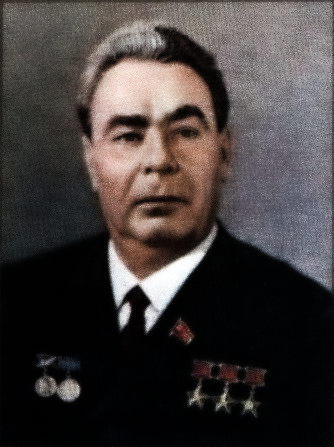
Retrat oficial de Bréjnev durant els seus anys al poder

L'historiador rus Roy Medvedev subratlla la mentalitat burocràtica i les fortaleses de la personalitat que van permetre a Bréjnev guanyar el poder. Era lleial als seus amics, va voler poder cerimonial i es va negar a controlar la corrupció dins del partit. Especialment en els afers exteriors, Bréjnev va prendre cada vegada més totes les decisions importants per les seves pròpies mans, sense dir-ho als seus col·legues del Politburó. Va presentar deliberadament una persona diferent a diferents persones, culminant amb la glorificació sistemàtica de la seva pròpia carrera. Els últims anys del govern de Bréjnev van estar marcats per un culte a la personalitat creixent. La seva afició per les medalles (el compte final puja a 114) era ben coneguda. El 1972 fou guardonat amb el Premi Lenin de la Pau entre els pobles. El desembre de 1976, en el seu 60è aniversari, se li va concedir el títol d'Heroi de la Unió Soviètica. Bréjnev va rebre el premi, que s'atorgava amb l'ordre de Lenin i l'Estrella d'Or, tres vegades més en la celebració dels seus aniversaris. En el seu 70è aniversari se li va concedir el grau de Mariscal de la Unió Soviètica, el màxim grau militar de la Unió Soviètica. Després de rebre el grau, va assistir a una reunió de veterans del 18è Exèrcit, vestit amb un abric llarg i dient "Atenció, ve el Mariscal!" També es va conferir el rar Orde de la Victòria el 1978, sent-ne l'únic receptor després de la Segona Guerra Mundial i que va ser revocada pòstumament el 1989 per no complir els criteris de citació. Un ascens al rang de generalíssim de la Unió Soviètica, previst per al setanta-cinquè aniversari de Bréjnev, va ser emmagatzemat en silenci a causa dels seus problemes de salut en curs.
L'afany de Bréjnev per la glòria immerescuda es va demostrar amb les seves memòries mal escrites que recorden el seu servei militar durant la Segona Guerra Mundial, que van tractar les batalles menors prop de Novorossiysk com un teatre militar decisiu. Malgrat les aparents debilitats del seu llibre, va ser guardonat amb el Premi Lenin de Literatura i va ser aclamat per la premsa soviètica. El llibre va ser seguit per altres dos llibres, un sobre la campanya de les Terres Verges. La vanitat de Bréjnev el va convertir en l'objectiu de moltes bromes polítiques. Nikolai Podgorny el va advertir d'això, però Bréjnev va respondre: "Si s'estan burlant de mi, vol dir que m'agrada." A diferència del culte a Stalin, el culte a Bréjnev sovint va ser vist com a buit i cínic i, a manca de les purgues, no despertava pors, amb què en resultava un clima d'apatia.
D'acord amb les tradicionals salutacions socialistes, Bréjnev va besar als llavis a molts polítics durant la seva carrera. Una d'aquestes ocasions, amb Erich Honecker, va ser el tema de Déu Meu, ajuda'm a sobreviure a aquest amor mortal, un mural pintat al mur de Berlín després de la seva obertura i desmantellament.

### Problemes de salut

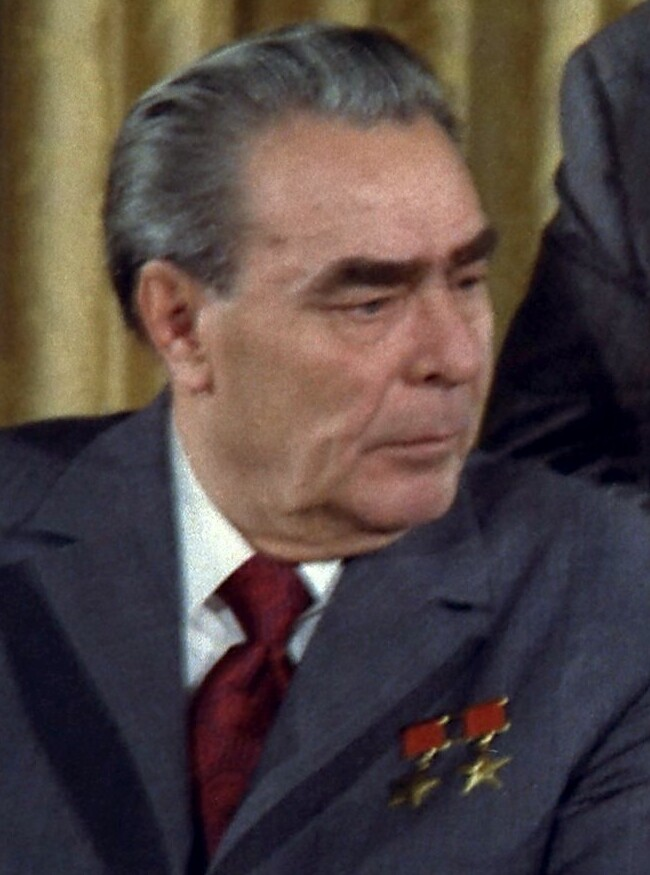
El cap de la Unió Soviètica Leonid Bréjnev durant la seva visita als EUA el 1973

El culte a la personalitat de Bréjnev va anar creixent en un moment en què la seva salut estava en ràpid declivi, essent un tema de preocupació i estudi per a la Kremlinologia. El seu estat físic s'estava deteriorant; havia estat un gran fumador fins a la dècada de 1970, s'havia tornat addicte a les pastilles per dormir i als tranquil·litzants, i havia començat a beure en excés. La seva neboda Liubov Bréjneva va atribuir les seves dependències i el seu declivi general a una depressió severa causada per, a més de l'estrès de la seva feina i la situació general del país, una vida familiar extremadament infeliç amb conflictes gairebé quotidians amb la seva dona i els seus fills, en particular els seus fills. la preocupada filla Galina, el comportament erràtic de la qual, els matrimonis fracassats i la implicació en la corrupció van tenir un gran impacte en la salut mental i física de Bréjnev. Bréjnev s'havia plantejat divorciar-se de la seva dona i negar els seus fills moltes vegades, però la intervenció de la seva família extensa i del Politburó, tement una publicitat negativa, va aconseguir dissuadir-lo. Amb els anys va tenir sobrepès. Des de 1973 fins a la seva mort, el sistema nerviós central de Bréjnev va patir un deteriorament crònic i va tenir diversos ictus menors, així com insomni. El 1975 va patir el seu primer infart. En rebre l'ordre de Lenin, Bréjnev va caminar tremolat i va farfullejar les seves paraules. Segons un expert en intel·ligència nord-americà, els funcionaris dels Estats Units sabien durant diversos anys que Bréjnev havia patit una arterioesclerosi severa i creien que també havia patit altres malalties no especificades. El 1977, els funcionaris d'intel·ligència nord-americans van suggerir públicament que Bréjnev també havia patit gota, leucèmia i enfisema a causa de dècades de tabaquisme intens, així com bronquitis crònica. Es va informar que li van posar un marcapassos per controlar les anomalies del seu ritme cardíac. En ocasions, se sabia que havia patit pèrdua de memòria, problemes de parla i dificultats de coordinació. Segons The Washington Post, "també s'informa que tot això està afectant l'estat d'ànim de Bréjnev. Es diu que està deprimit, desanimat per la seva pròpia salut deficient i desanimat per la mort de molts dels seus des de fa molt temps. Per ajudar, ha recorregut a l'assessorament i la hipnosi habituals d'una dona assíria, una mena de Rasputin actual." La seva salut no se citava mai als diaris soviètics, si bé era cada cop més evident a les seves aparicions públiques.
Després de patir un ictus el 1975, la capacitat de Bréjnev per dirigir la Unió Soviètica es va veure significativament compromesa. A mesura que la seva capacitat per definir la política exterior soviètica es va afeblir, el secretari general va aferrar-se cada cop més a les opinions d'un trust cerebral de línia dura que comprenia el president del KGB Iuri Andrópov, el ministre d'Afers Exteriors Andrei Gromiko i el ministre de Defensa Andrei Gretxkó (que va ser succeït per Dmitri Ustinov el 1976).. El 1976, segons sembla, es trobava en un estat de mort clínica i senilitat, que requeria atenció mèdica constant. El Kremlin va imposar el secret, però diversos observadors estrangers en veien la degradació i consideraven que no governava el país de facto.
El Ministeri de Salut va mantenir els metges al costat de Bréjnev en tot moment, i Bréjnev va ser tornat de gairebé la mort en diverses ocasions. En aquest moment, la majoria dels alts oficials del PCUS volien mantenir viu a Bréjnev. Tot i que hi havia un nombre creixent de funcionaris frustrats amb les seves polítiques, ningú del règim volia arriscar-se a un nou període d'agitació domèstica que podria ser causada per la seva mort. Els comentaristes occidentals van començar a endevinar els hereus de Bréjnev. Els candidats més notables van ser Suslov i Andrei Kirilenko, que eren tots dos més grans que Brejnev, i Fiodor Kulakov i Konstantin Txernenko,que eren més joves; Kulakov va morir per causes naturals el 1978.

### Últims anys i mort

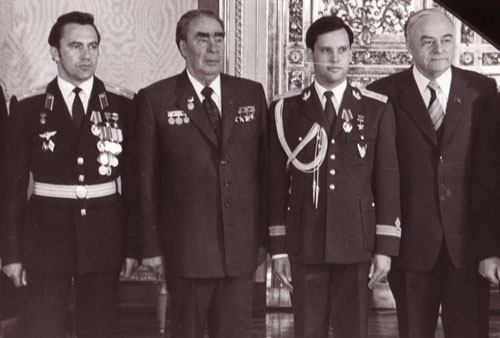
Foto d'un Bréjnev malalt (segon des de l'esquerra) l'1 de juny de 1981, un any abans de la seva mort

La salut de Bréjnev va empitjorar a l'hivern de 1981–82. Mentre el Politburó reflexionava sobre qui tindria èxit, tots els senyals indicaven que el líder malalt estava morint. L'elecció del successor hauria estat influenciada per Suslov, però aquest va morir als 79 anys al gener de 1982. Andrópov va ocupar l'escó de Suslov al Secretariat del Comitè Central; al maig, es va fer evident que Andrópov faria una oferta per al càrrec de secretari general. Ell, amb l'ajuda de companys associats del KGB, va començar a circular rumors que la corrupció política s'havia empitjorat durant el mandat de Bréjnev com a líder, en un intent de crear un entorn hostil a Bréjnev al Politburó. Les accions d'Andrópov van demostrar que no tenia por de la ira de Bréjnev.
El març de 1982, Bréjnev va rebre una commoció cerebral i es va fracturar la clavícula dreta mentre visitava una fàbrica a Taixkent, després que una balustrada metàl·lica s'enfonsés sota el pes d'una sèrie d'obrers de la fàbrica, que caigués a sobre de Bréjnev i el seu equip de seguretat. Aquest incident es va informar als mitjans occidentals com que Bréjnev va patir un ictus. Després d'un mes de recuperació, Bréjnev va treballar de manera intermitent fins al novembre. El 7 de novembre de 1982, va estar present al balcó del mausoleu de Lenin durant la desfilada militar anual i la manifestació d'obrers que commemorava l'aniversari de la Revolució d'Octubre. L'esdeveniment va marcar l'última aparició pública de Bréjnev abans de morir tres dies després després de patir un atac de cor. Va ser honrat amb un funeral d'estat després d'un període de dol de cinc dies a tot el país. Va ser enterrat a la Necròpolis de la Muralla del Kremlin a la Plaça Roja,en una de les dotze tombes individuals situades entre el Mausoleu de Lenin i la muralla del Kremlin.
Estadistes nacionals i internacionals d'arreu del món van assistir al seu funeral. També hi eren presents la seva dona i la seva família. Bréjnev anava vestit per a l'enterrament amb el seu uniforme de mariscal juntament amb les seves medalles.

## Llegat

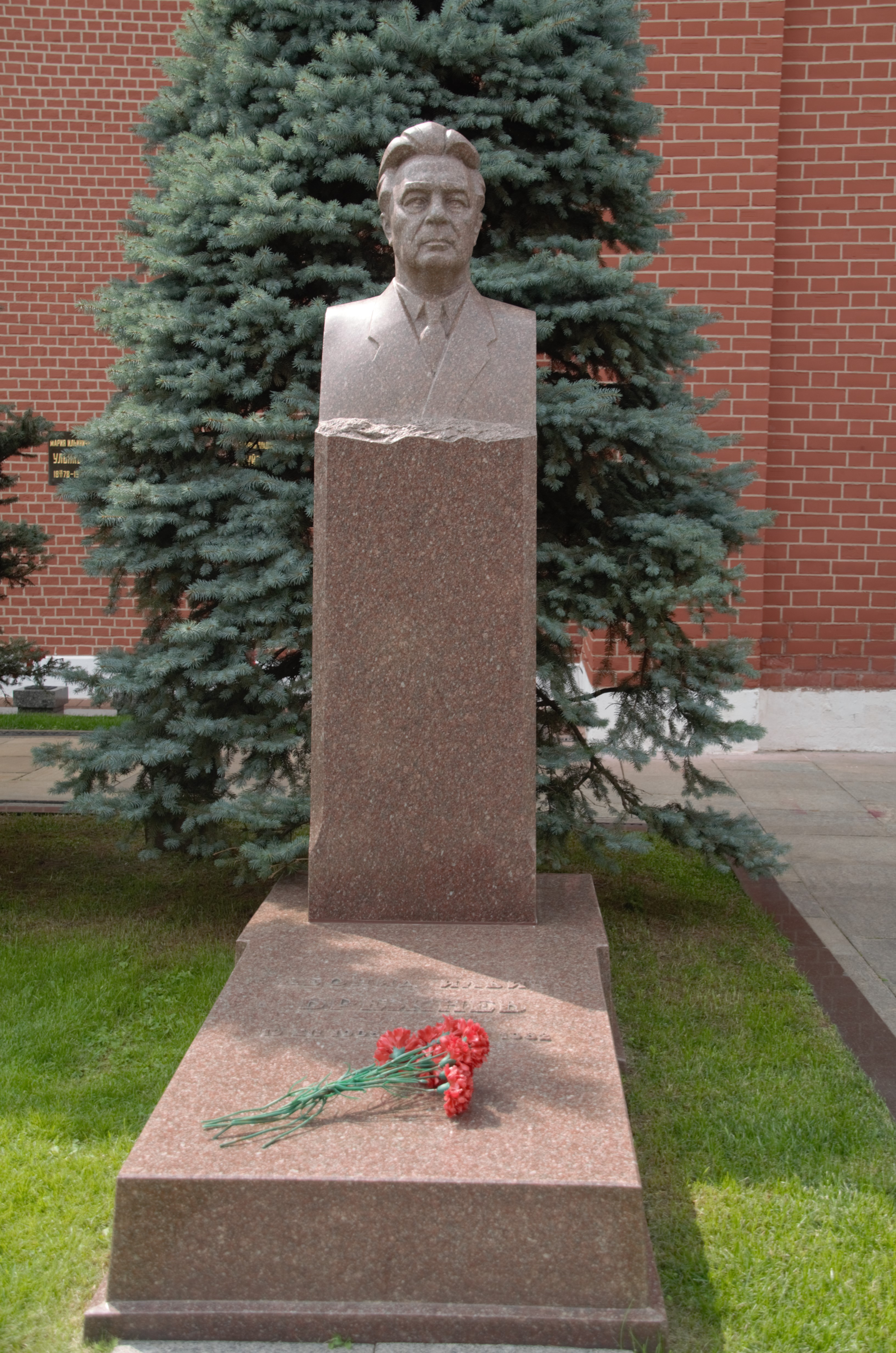
La tomba de Bréjnev a la Necròpolis de la Muralla del Kremlin

Bréjnev va presidir la Unió Soviètica durant més temps que qualsevol altra persona excepte Ióssif Stalin. Sovint és criticat per la perllongada Era de l'estancament, en què es van ignorar els problemes econòmics fonamentals i es va permetre que el sistema polític soviètic declinés. Durant el mandat de Mikhaïl Gorbatxov com a líder hi va haver un augment de les crítiques als anys de Bréjnev, com les afirmacions que Bréjnev seguia "una línia ferotge neoestalinista". El discurs gorbatxovià va culpar a Bréjnev de no haver modernitzat el país i de no canviar amb els temps, encara que en una declaració posterior Gorbatxov va assegurar que Bréjnev no era tan dolent com es pensava, dient: "Bréjnev no s'assemblava en res a la figura de dibuixos animats que es fa d'ell ara." La intervenció a l'Afganistan, que va ser una de les grans decisions de la seva carrera, també va soscavar significativament tant la posició internacional com la força interna de la Unió Soviètica. En defensa de Bréjnev, es pot dir que la Unió Soviètica va assolir nivells de poder, prestigi i calma interna sense precedents i mai repetits sota el seu govern.
A Bréjnev li ha sortit bé a les enquestes d'opinió en comparació amb els seus successors i predecessors a Rússia. En una enquesta d'opinió de VTsIOM l'any 2007, la majoria dels russos van optar per viure durant l'era Bréjnev en lloc de qualsevol altre període de la història soviètica del segle xx. En una enquesta del Centre Levada del 2013, Bréjnev va vèncer Vladímir Lenin com a líder favorit de Rússia al segle xx amb un 56% d'aprovació. En una altra enquesta el 2013, Bréjnev va ser votat com el millor líder rus del segle xx. En una enquesta de Rating Sociological Group de 2018, el 47% dels enquestats ucraïnesos tenien una opinió positiva de Bréjnev.
A Occident se'l recorda més habitualment per iniciar l'estancament econòmic que va provocar la dissolució de la Unió Soviètica.

## Trets de personalitat

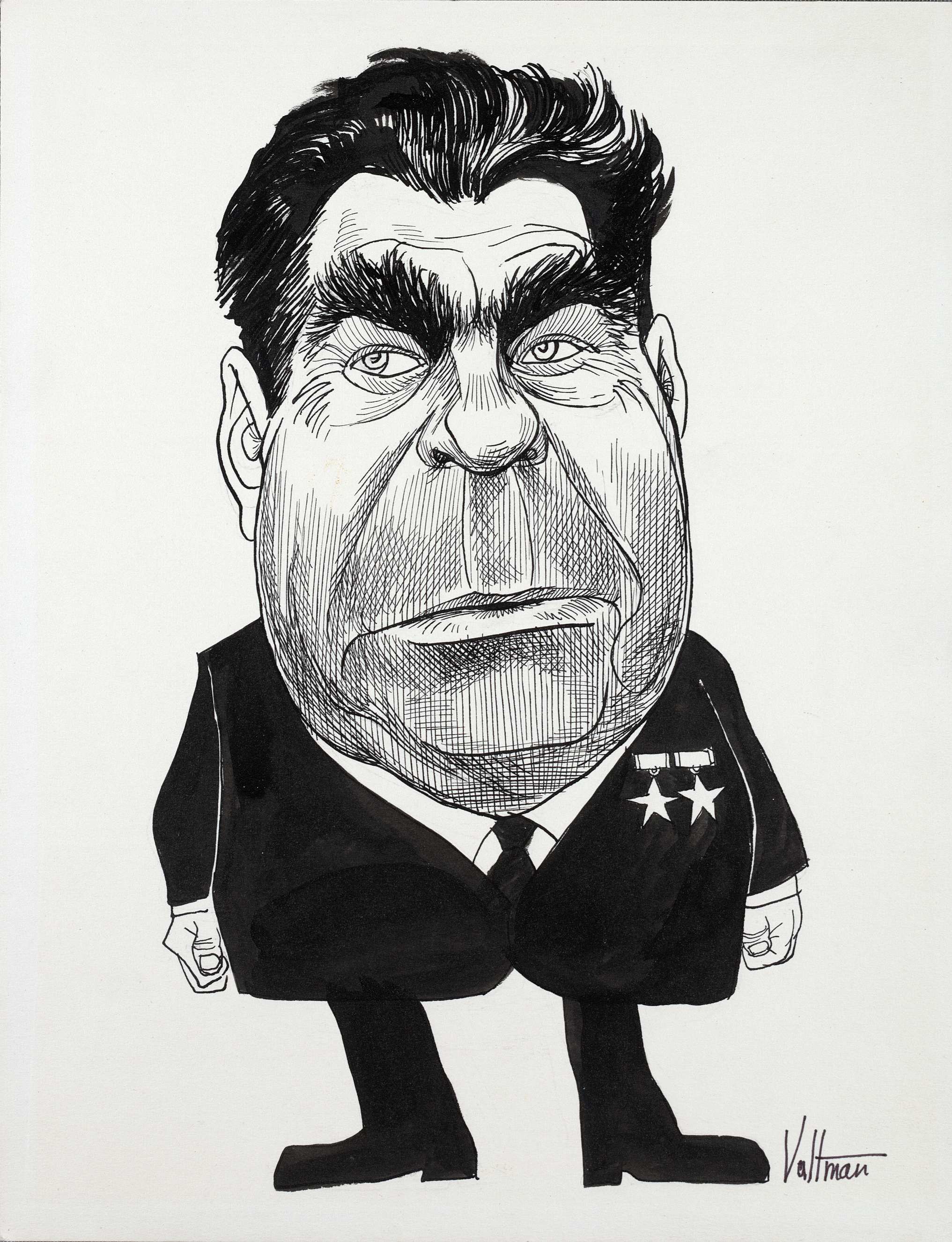
Caricatura de Bréjnev d'Edmund S. Valtman

La passió principal de Bréjnev era conduir cotxes estrangers que li van regalar líders estatals d'arreu del món. Normalment els conduïa entre la seva datxa i el Kremlin amb, segons l'historiador Robert Service, un flagrant menyspreu per la seguretat pública. Quan va visitar els Estats Units per a una cimera amb Nixon el 1973, va expressar el desig de conduir per Washington en un Lincoln Continental que Nixon li acabava de regalar. Quan li van dir que el Servei Secret no li permetria fer-ho, va dir: «Trauré la bandera del cotxe, em posaré unes ulleres fosques, perquè no puguin veure les meves celles i conduiré com ho faria qualsevol nord-americà», va dir. Henry Kissinger va respondre: «He conduït amb vostè i no crec que condueixi com un americà!»

## Vida personal

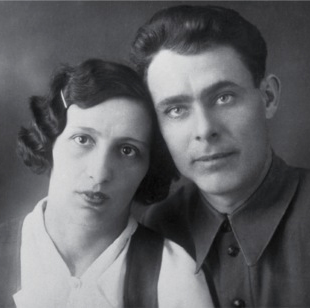
El jove Bréjnev amb la seva dona Viktoria, 1927

Bréjnev estava casat amb Viktoria Denisova (1908–1995). Va tenir una filla, Galina, i un fill, Iuri. La seva neboda Liubov Bréjneva va publicar unes memòries el 1995 que afirmava que Bréjnev treballava sistemàticament per oferir privilegis a la seva família en termes de cites, apartaments, botigues privades de luxe, instal·lacions mèdiques privades i immunitat de processament.

## Honors
Unió Soviètica
  Heroi de la Unió Soviètica (4) (18 de desembre de 1966, 18 de desembre de 1976, 19 de desembre de 1978, 18 de desembre de 1981)
 Heroi del Treball Socialista (17 de juny de 1961)
 Orde de Lenin (8) (2 de desembre de 1947; 18 de desembre de 1956; 17 de juny de 1961; 18 de desembre de 1966; 2 d'octubre 1971, 18 de desembre de 1976, 19 de desembre de 1978, 18 de desembre de 1981)
 Orde de la Victòria (20 de febrer de 1978, la concessió va ser revocada per decret del Presídium del Soviet Suprem el 21 de setembre de 1989)
 Orde de la Revolució d'Octubre (2) (14 de març de 1979, 18 de desembre de 1980)
 Orde de la Bandera Roja (2) (12 de març de 1942, 29 de maig de 1944)
 Orde de Bogdan Khmelnitski de 2a clase (23 de maig de 1945)
 Orde de la Guerra Patriòtica de 1a classe (18 de setembre de 1943)
 Orde de l'Estrella Roja (16 de març de 1943)
 Medalla pel Servei de Combat
 Medalla del Centenari de Lenin
 Medalla al Servei Distingit en la Vigilància de les Fronteres de l'Estat
 Medalla de la defensa d'Odessa
 Medalla de la defensa del Caucas
 Medalla de la victòria sobre Alemanya en la Gran Guerra Patriòtica 1941-1945
 Medalla del 20è Aniversari de la Victòria en la Gran Guerra Patriòtica
 Medalla del 30è Aniversari de la Victòria en la Gran Guerra Patriòtica
 Medalla per l'Alliberament de Varsòvia
 Medalla per la Conquesta de Viena
 Medalla per la Tasca Meritòria durant la Gran Guerra Patriòtica de 1941-1945
 Medalla per Enfortir la Fraternitat en Armes ((2 de juny de 1980)
 Medalla per la Restauració de la Indústria Metal·lúrgica
 Medalla pel Desenvolupament de les Terres Verges (29 d'abril de 1957)
 Medalla del 40è Aniversari de les Forces Armades Soviètiques
 Medalla del 50è Aniversari de les Forces Armades Soviètiques
 Medalla del 60è Aniversari de les Forces Armades Soviètiques
 Medalla del 250è Aniversari de Leningrad
 Medalla del 1500è Aniversari de Kíev
 Premi Lenin de la Pau entre els pobles (1972)
 Premi Lenin per Literatura (20 d'abril de 1979)
Medalla "Per la participació activa en el desenvolupament de la ciutat de Chisinau"
arma de premi - pistola personalitzada Mauser C-96 (1943)
Arma d'honor amb una imatge daurada de l'emblema estatal de l'URSS : una dama nominal amb una imatge daurada de l'emblema estatal de l'URSS (18/12/1976)
 Insígnia 50 anys al PCUS (1981)
Medalla d'or Karl Marx (Acadèmia de Ciències de l'URSS) (1977)
Medalla d'or F. Joliot-Curie (Moviment per la Pau) (1975)
Emblema del Premi Internacional Mercuri d'Or (diari Pravda) (14/10/1980)
Insígnia d'Or d'Honor del Komsomol (14.04.1977)
Ciutadà d'honor de la ciutat de Dnepropetrovsk (21.08.1979);
Ciutadà d'Honor de Tbilisi (21/05/1981);
Cadet d'honor de la 1a companyia de tancs de l'escola blindada del Districte Militar Trans-Baikal (17/12/1981);
Ciutadà honorari de Kíev (26.04.1982);
Ciutadà d'Honor de Bakú (24/09/1982);
 Argentina
 Gran Creu de l'orde de Maig (1974)
 Afganistan
 orde del Sol de la Llibertat (1981)
 Alemanya Democràtica
 Heroi de la República Deomcràtica Alemanya (3) (1976, 1979, 1981)
Orde de Karl Marx (3) (1974, 1979, 1981)
 Estrella de l'Amistat entre els Pobles (1976)
 Medalla per l'enfortiment de la RDA (1979)
 Bangladesh
 Honor de la Guerra d'Alliberament de Bangladesh
 Bulgària
  Heroi de la República Popular de Bulgària (1973, 1976, 1981)
 Ordre de Georgi Dimitrov (3) (1973, 1976, 1981)
 Medalla "100 anys de l'alliberament de Bulgària del jou otomà" (1978)
 Medalla "30 anys de la revolució socialista a Bulgària" (1974)
 Medalla "90è aniversari del naixement de G. Dimitrov" (1972)
 Medalla "100 anys des del naixement de G. Dimitrov" (1982)
Diploma i medalla d'or del premi internacional Dimitrov (1978)
 Corea del Nord
 Orde de la Bandera Nacional de 1a classe (1976)
 Cuba
 Heroi de la República de Cuba (1981)
 Orde de José Martí (1974)
 Orde de Carlos Manuel de Céspedes (1981)
 Orde de Playa Girón (1976)
 Medalla del 20è Aniversari de l'atac a la Caserna Moncada (1973)
 Medalla dels 20 anys de les Forces Armades Revolucionàries (1976)
 Etiòpia
 Orde de l'Estrella d'Honor de l'Etiòpia Socialista (1980)
 Finlàndia
 Collar de l'orde de la Rosa Blanca de Finlàndia (1976)
Insígnia d'or de la societat fineso-soviètica (1976)
 Hongria
 Orde de la Bandera Roja (1976, 1981)
 Iemen del Sud
 Medalla del 14 d'octubre (1982)
 Indonèsia
 Estrella de la República d'Indonèsia de 1a classe (1961)
 Iugoslàvia
 Orde de l'Estrella de Iugoslàvia de 1a classe (1962)
 orde de la Llibertat (1976)
 Laos
 Medalla d'Or de la Nació (1982)
 Mongòlia
 Heroi de la República Popular de Mongòlia (1976)
 Heroi del Treball de la República Popular de Mongòlia (1981)
 Orde de Sukhbaatar (1966, 1971, 1976, 1981)
 Medalla del 30è aniversari de la Vitòria sobre el Japó
 Medalla del 30è aniversari de la Victòria de Khalkhin Gol (1969)
 Medalla del 40è aniversari de la Victòria de Khalkhin Gol
 Medalla del 50è aniversari de la Revolució Popular de Mongòlia (1971)
 Medalla del 50è aniversari de l'Exèrcit Popular Mongol
 Perú
 Gran Creu de l'orde del Sol (1978)
 Polònia
 Gran Creu de l'orde Virtuti Militari (21 de juliol de 1794). Revocada el 10 de juliol de 1990
 Gran Creu de l'orde Polònia Restituta (1976)
 Creu de Grunwald de 2a classe (1946)
 Medalla de l'Oder, Neisse i el Bàltic (1946)
 Medalla per la Victòria i Llibertat (1946)
 Romania
 Orde de l'Estrella de Romania (1976)
 Orde de la Victòria del Socialisme (1981)
 Txecoslovàquia
   Heroi de la República Socialista Txecoslovaca (3) (5 de maig de 1970, 26 de novembre de 1976, 16 de desembre de 1981)
 Orde de Klement Gottwald (4) (1970, 1976, 1978, 1981
 Gran Creu de l'orde del Lleó Blanc (1946)
 Medalla commemorativa de la batalla del pas de Dukla (1960)
 Medalla commemorativa militar (1946)
 Creu de Guerra (1945, 1947)
 Medalla per valentia davant l'enemic (1945)
 Medalla pels 20 anys de l'aixecament nacional eslovac (1965)
 Medalla "50 anys del Partit Comunista de Txecoslovàquia (1971
 Medalla "30 anys de l'aixecament nacional eslovac (1975)
 Medalla per enfortir l'amistat en armes de 1r grau (1980)
 Vietnam
 Orde de l'Estrella d'Or (1980)
 Orde del Treball (1980)
 Orde de Ho Chi Minh (1982)